# La Plata
Ne pas confondre avec Mar del Plata.
Pour les articles homonymes, voir La Plata (homonymie) et Plata.
La Plata (parfois abrégé en LP, et appelé aussi, dans le partido de La Plata, Casco Urbano, soit le Noyau urbain) est la capitale de la province de Buenos Aires (Argentine), et par ailleurs chef-lieu du partido de La Plata. Située à 56 km au sud-est de la ville de Buenos Aires, elle est souvent surnommée la ville des Diagonales, ou plus rarement, la ville des Tilleuls. Elle est, par la population, la cinquième ville d'Argentine.
La ville fut conçue et méticuleusement planifiée pour servir de capitale de la province après que la ville de Buenos Aires eut été déclarée District fédéral en 1880. Elle est aujourd'hui le principal centre politique, administratif et éducatif de la province, ainsi que le siège d'un archevêché. Selon le recensement effectué en 2001 par l'Institut national de statistique et du recensement (INDEC), la population de la ville s'élève à 740 369 habitants, et son agglomération urbaine, dite le Grand La Plata (en esp. el Gran La Plata), laquelle englobe le partido du même nom, Ensenada et Berisso, compte quelque 900 000 habitants, la plaçant au cinquième rang des villes d'Argentine, derrière Buenos Aires, Córdoba, Rosario et Mendoza.
La Plata fut fondée officiellement par le gouverneur Dardo Rocha le 19 novembre 1882, et sa construction a été entièrement documentée photographiquement par les soins de Tomás Bradley. Entre 1952 et 1955, la ville se nomma temporairement Ciudad Eva Perón.
Cette ville planifiée se signale par son ordonnancement particulier : elle se présente comme un carré parfait, aux angles arrondis, quadrillé de rues parallèles se croisant à l'équerre, à quoi se surajoute le tracé très marquant des diagonales qui coupent ledit carré en y formant des losanges. Exactement tous les six carreaux ainsi produits a été implanté un parc ou une place arborée. L'Axe historique, qui relie la Plaza Moreno centrale au parc Paseo del Bosque en passant par la Plaza San Martín, et que bordent la cathédrale et les principaux édifices administratifs, a été conservé intact jusqu'à aujourd'hui.

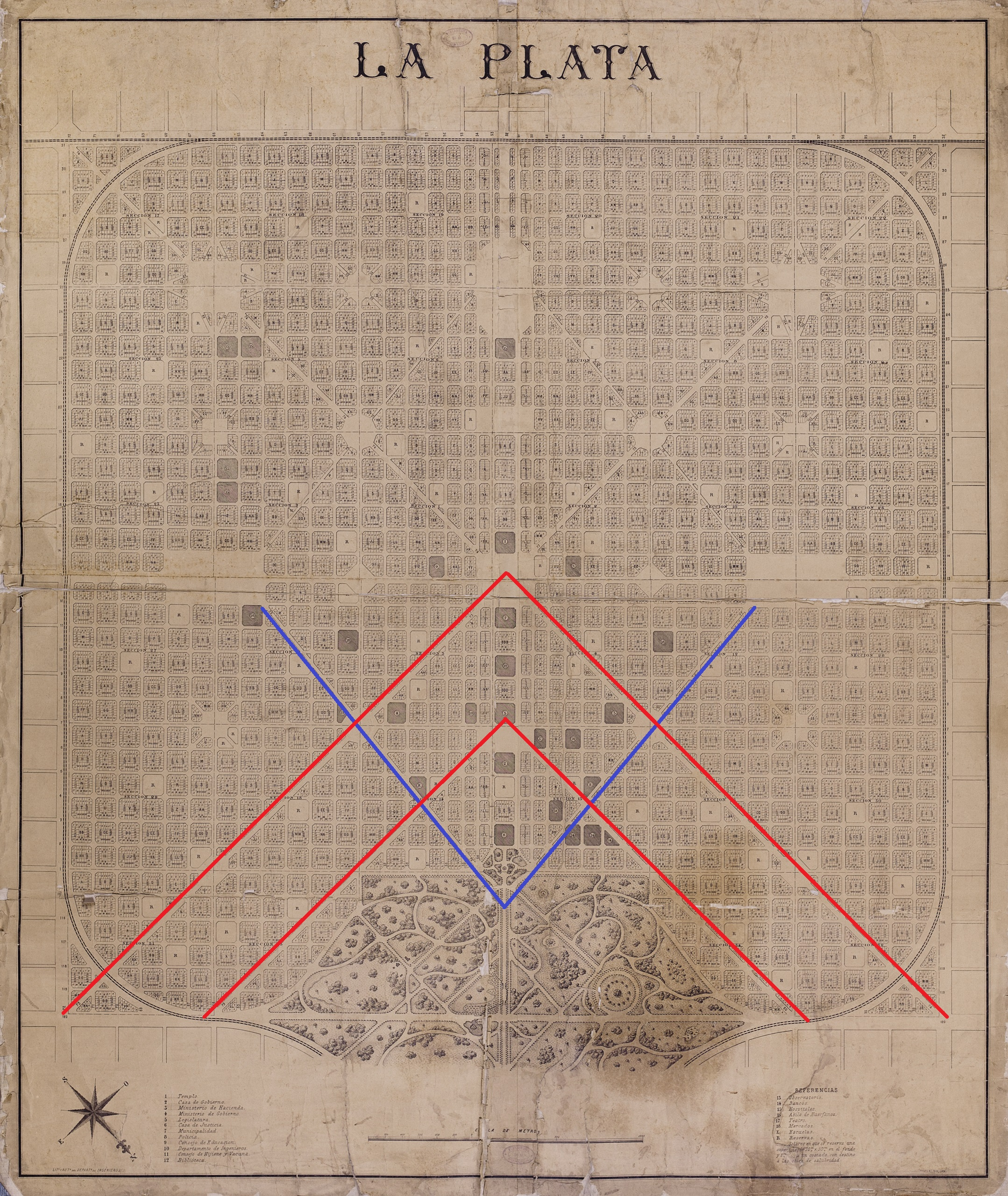
Carte fondatrice de La Plata (1882).

## Histoire

### Origine de la ville

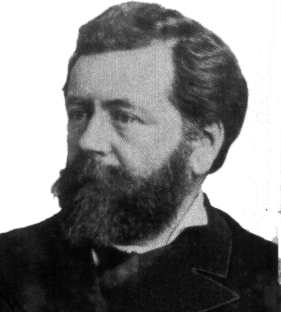
Dardo Rocha, fondateur de la ville.

L'échec de l'insurrection de 1880 à Buenos Aires, laquelle avait pour origine la confrontation récurrente de la province de Buenos Aires avec la Nation argentine sur la question du contrôle de la ville de Buenos Aires (alors capitale tant de l'État national que de la province), déboucha sur la fédéralisation de la ville, ce qui amena la fin de son rôle comme capitale de la province du même nom. Dardo Rocha, qui fut investi gouverneur de la province à l'issue de ladite révolte, se vit alors contraint d'installer son gouvernement et son administration dans une autre ville.
Parmi toutes les villes existant à cette époque dans la province, Dardo Rocha pencha pour Ensenada, localité située sur le Río de la Plata et reliée à Buenos Aires par une ligne de chemin de fer. Le 14 mars 1882, il annonça la capitalisation de cette municipalité (partido de Ensenada). Cependant, il n'avait jamais été envisagé d'installer le gouvernement et l'administration de la province dans cette petite ville côtière ; l'on projetait en fait de construire une ville nouvelle une dizaine de km à l'intérieur des terres, dans les collines d'Ensenada (Lomas de Ensenada). Ces terrains, peuplés de buttes, de collines et de marécages, et parcourus du sud-ouest au nord-est par le ruisseau Arroyo del Gato (aujourd'hui relégué dans une canalisation souterraine) jusqu'à son embouchure dans le Río de la Plata voisin, faisaient partie des propriétés d'un dénommé Martín Iraola, et étaient contigus au village de Tolosa (fondé en 1871, et alors habité de quelque 7 000 personnes).

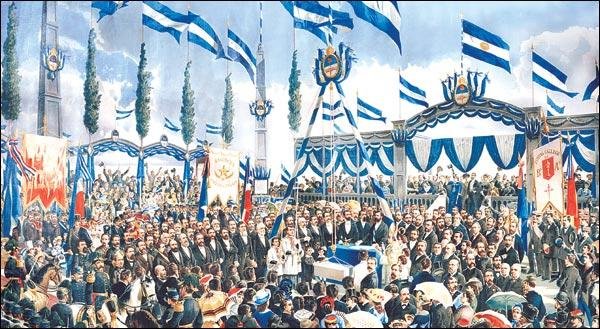
La structure bordant la place portait des inscriptions à portée idéologique bien précise, telles que Paix et Liberté, Ordre et Progrès, Voies de communication et Vie municipale, Enseignement commun et Suffrage libre, Il ne suffit pas de haïr la tyrannie, encore faut-il aimer la liberté, etc.

Pour tracer les plans de la future capitale provinciale, il fut fait appel à l'ingénieur et urbaniste portègne d'ascendance française Pedro Benoit. Le 19 novembre 1882, en présence du gouverneur Dardo Rocha et du ministre Victorino de la Plaza, celui-ci représentant le président Julio Argentino Roca, la pierre fondamentale fut déposée dans une urne enterrée au centre géographique de la future ville (c'est-à-dire l'actuelle Plaza Moreno). Lors de cette cérémonie, Dardo Rocha prononça les paroles suivantes: «Nous avons donné à la nouvelle capitale le nom du fleuve magnifique qui la baigne, et déposons sous cette pierre, en espérant qu'ils y demeurent ensevelis à tout jamais, les rivalités, les haines, les rancœurs, et toutes les passions qui ont retardé pendant si longtemps la prospérité de notre pays».
À partir de fin 1882, les premiers habitants, maçons italiens en grand nombre, entreprirent de construire les édifices fondateurs (obras fundacionales); en juin 1883 fut ainsi commencée la construction de l'hôtel de ville (Palacio Municipal), et un an plus tard, en 1884, les pouvoirs publics de la province s'y étaient installés définitivement.
Entre le 25 et le 29 mars 1884, l'on procéda au premier recensement de la ville, lequel permit d'établir que la ville était alors peuplée de 10 407 personnes (8 779 hommes et 1 628 femmes), dont seulement 1 278 Argentins, le reste étant composé d'étrangers, originaires en majorité d'Italie, d'Espagne, de France, du Portugal, d'Autriche et d'Angleterre.
En avril 1886, l'on annonça que l'éclairage électrique avait été installé dans la ville; La Plata était du reste la première ville en Amérique du Sud à bénéficier de ce service, qui était fourni à cette époque par la société Brush Electric Company.
Les services de télégraphie et téléphonie furent inaugurés les 20 et 24 août 1887. Les lignes téléphoniques permettaient d'établir des communications avec Buenos Aires, Tolosa et Ensenada.
En 1887 fut également amorcée la construction de l'ancien Teatro Argentino de La Plata, dont la conception avait été confiée à l'architecte italien Leopoldo Rocchi et qui nécessita 5 ans de travaux, bien que l'ouvrage fût inauguré dès le 19 novembre 1890, par une représentation de l'Otello de Giuseppe Verdi.
Une première ligne de tramway, alors encore hippomobile, fut inaugurée en 1885, par son propriétaire Manuel Giménez ; celui-ci possédait une flottille composée de 8 voitures fermées, de 10 voitures découvertes, de 25 fardiers et de 254 chevaux. La firme comptait 53 employés et transportait une moyenne de 30 000 clients par mois. Au début, le tramway parcourait 16 km, et s'étendait jusqu'à la ville d'Ensenada voisine.
Le 8 novembre 1892 fut réalisé le premier essai d'un tram électrique, sur un trajet assez court, à savoir le tronçon de l'avenida 7 compris entre les rues 45 et 50. La Plata fut ainsi la première ville d'Amérique du Sud à disposer d'un service de tram électrique.

### La Plata auXXesiècle
En 1905, le docteur Joaquín Víctor González fonda l'Université Nationale de La Plata.
Sous la présidence de Marcelo Torcuato de Alvear (1922 – 1928), Enrique Mosconi, alors président de la compagnie pétrolière publique Yacimientos Petrolíferos Fiscales (en abrégé YPF), fit construire la raffinerie de La Plata, qui était à cette époque la dixième du monde pour la taille.
Le 22 novembre 1931 furent inaugurés les premiers services de transport collectif automoteur de la ville, services fournis par l'entreprise Argentina de Ómnibus.
Le 10 décembre 1945, Juan Domingo Perón et Eva Duarte se marièrent dans l'église Saint-François-d'Assise (Iglesia San Francisco de Asís), dans la paroisse homonyme de la ville.
En 1952, à la suite du décès d'Eva Perón, la ville vint à s'appeler Ciudad Eva Perón, mais retrouva sa dénomination d'origine après la chute de Juan Perón, consécutive à la Révolution libératrice de septembre 1955.

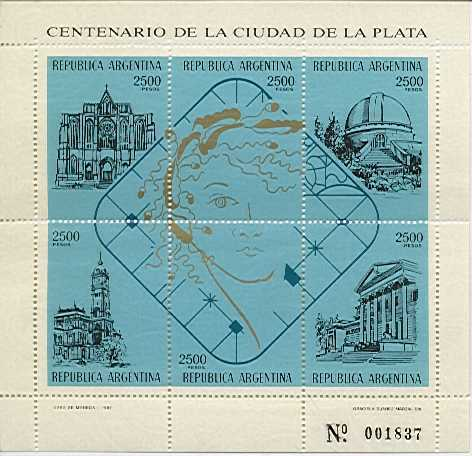
Assemblage de timbres-poste pour commémorer les 100 ans de la ville.

En 1974, le Palais du gouvernement (Casa de Gobierno) fut la proie d'un incendie qui détruisit sa toiture, mais qui put être maîtrisé sans faire de victimes ; l'édifice fut ensuite réparé. En revanche, le violent incendie qui ravagea en 1977 l'ancien Teatro Argentino anéantit en grande partie ses installations et équipements et affecta gravement la structure du bâtiment ; en pratique, seuls subsistaient les murs extérieurs. Le gouvernement militaire d'alors décida, nonobstant les vives protestations et les appels à la reconstruction, venant tant d'Argentine que de l'étranger, de démolir l'édifice et lança un concours public en vue de la construction sur le même emplacement d'un centre culturel neuf et moderne, propre à perpétuer la gloire de l'ancien Teatro Argentino. Les travaux, commencés en 1980, devaient selon les prévisions durer quatre ans, mais furent constamment retardés.
En 1982, l'on célébra le centenaire de la ville, et il fut émis, pour commémorer sa fondation, un assemblage de timbres postaux sur lesquels étaient figurés l'hôtel de ville, la cathédrale, le musée des Sciences naturelles et l'observatoire.
Le 10 décembre 1991, Julio Alak, âgé de 32 ans, fut élu maire, puis réélu en 1995, 1999 et 2003, et resta en fonction jusqu'aux élections de 2007.
En octobre 1998, l'Unesco accepta la candidature de la ville visant à obtenir sa reconnaissance au titre de Patrimoine de l'humanité. La décision toutefois demeure en suspens eu égard à certaines réserves portant sur le critère de préservation architecturale et paysagère au cours des dernières décennies, divers spécialistes estimant en effet que de graves atteintes ont été portées durant cette période à l'esthétique d'ensemble et au concept original,.

### Présent
Le stade Ciudad de La Plata, l'un des plus modernes d'Amérique latine, fut inauguré le 7 juin 2003.
Le 28 octobre 2007 vit l'élection, avec 26 % des voix, du maire Pablo Bruera, qui remplaça ainsi Julio Alak, en fonction depuis 1991.
Au cours de l'année 2009, à l'issue d'une série d'accords entre la municipalité de La Plata, le gouvernorat de la province de Buenos Aires et la présidence de la République argentine, put être menée à bien la cession définitive d'une partie des terrains du Paseo del Bosque (vaste parc en bordure nord de la ville, familièrement appelé Bosque) aux clubs Gimnasia et Estudiantes. Le 24 juin en effet, le Conseil délibératif approuva la convention ainsi que l'ordonnance y relative par laquelle les clubs Gimnasia et Estudiantes reçurent à titre de « donación con cargo » (donation à charge d'entretien) les terrains du Bosque où s'élèvent leurs stades.
Le 25 février 2009, un système de stationnement à messages texto (SMS) fut mis en service, par quoi La Plata devint la première ville d'Argentine à faire appel aux nouvelles technologies pour régler le stationnement urbain,.
En avril 2009, le Pasaje Rodrigo, galerie commerçante créée en 1929 par l'immigrant espagnol Basilio Rodrigo, rouvrit ses portes au public en tant que centre commercial, après avoir été inaccessible pendant 10 ans.
En 2011, le stade Ciudad de La Plata fut le siège principal de la Coupe d'Amérique de football, laquelle, après 24 ans, fut de nouveau disputée en Argentine, avec des villes participantes situées dans sept provinces différentes du pays. En 2012, ce même stade Ciudad de La Plata fut l'un des hôtes du Personal Rugby Championship, et à ce titre reçut la sélection de Nouvelle-Zélande ; l'événement signa du même coup les débuts des Pumas dans ledit tournoi, où les autres participants étaient les sélections sud-africaine et australienne.

## Géographie

### Situation
Elle se trouve à 60 km au sud-est de la ville de Buenos Aires, non loin de la rive sud du Río de la Plata. La ville est aussi le chef-lieu du partido de La Plata dans lequel elle se situe. Ses coordonnées géographiques sont 34° 55′ 17″ S, 57° 57′ 17″ O.

### Fuseau horaire
GMT -3

### Climat

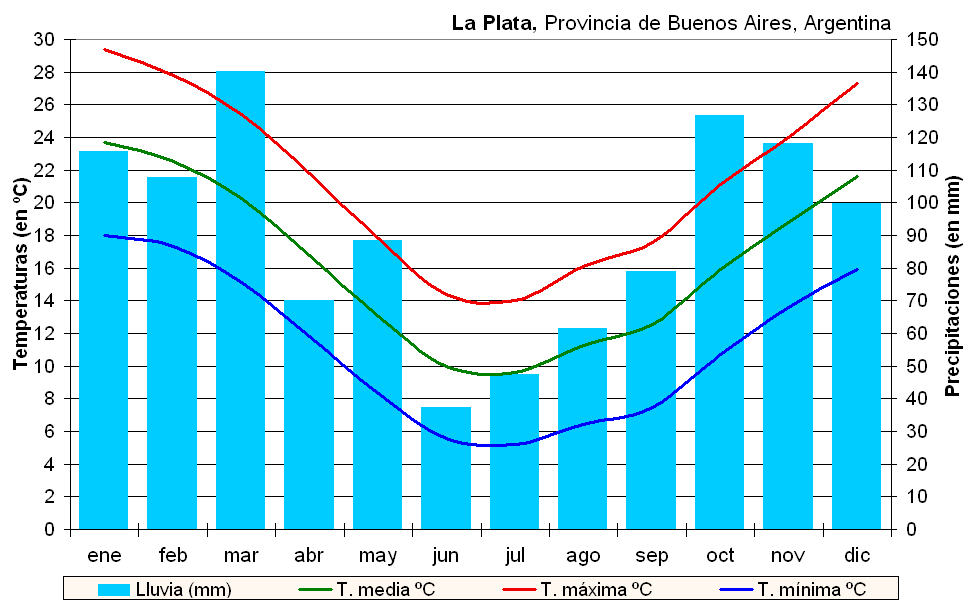
Climogramme de La Plata

Climat tempéré, la température moyenne annuelle est d'environ 16,3 °C et les précipitations annuelles sont estimées à 1 023 mm. La proximité du Río de la Plata accroît l'humidité, qui atteint une moyenne annuelle de 77,6. Le vent dominant vient du sud-est ; il se manifeste environ quatre mois par an.
Au cours de la période de 1961 à 1990, les températures maximale et minimale ont été respectivement de 38,4 °C en été et de −5,7 °C en hiver.

#### Neige
Les chutes de neige dans la ville ne sont pas courantes. La dernière grande tempête de neige eut lieu le 9 juillet 2007.

### Sismicité
La région se trouve sur la faille de Punta del Este, de faible sismicité. Le dernier en date des incidents sismiques, d'une magnitude de 5,5 sur l'échelle de Richter, se produisit le 5 juin 1888 à 3 heures 20 UTC-3 ; connu sous le nom de tremblement de terre du Río de la Plata de 1888, il n'occasionna que de légers dommages matériels.

## Démographie
Selon le recensement national de la population et des logements de 2001, le noyau urbain fondationnel (c'est-à-dire le carré central originel) comptait 186 524 habitants.

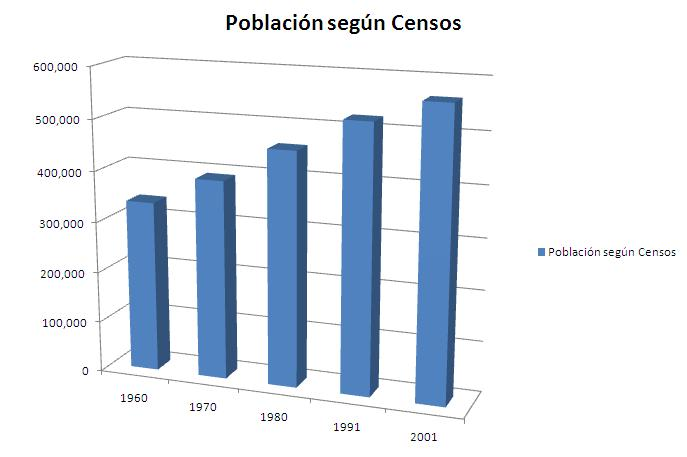
Évolution de la population du partido de La Plata de 1960 à 2001.

Le chiffre de population du partido de La Plata a connu depuis 1960 l'évolution suivante :
- Recensement de 1960 : 337 060 habitants[28] ;
- recensement de 1970 : 391 247 habitants[28] ;
- recensement de 1980 : 459 054 habitantes[29] ;
- recensement de 1991 : 521 936 habitants[29] ;
- recensement de 2001 : 563 943 habitants[30] ;
- recensement de 2010 : 799 523 habitants[31].

L'on observe donc un sensible ralentissement de sa croissance démographique entre 1991 et 2001, à l'instar de nombreuses autres villes d'Argentine ; toutefois, La Plata et le Grand La Plata ('Gran La Plata') présentent un accroissement naturel de 3,5 % supérieur à la moyenne nationale, ce qui signifie que la ville accueille de nouveaux résidents permanents.
De son côté, l'agglomération du Grand La Plata comptait une population de 745 027 habitants en 2001, ce qui la classe au 6e rang des agglomérations d'Argentine. En supposant que sa croissance se soit poursuive à ce rythme récent, l'estimation pour la conurbation de La Plata et du Grand La Plata pour 2013 se serait chiffrée à 968 700 habitants.
La population est très majoritairement d'ascendance espagnole et italienne, mais elle comprend aussi de notables proportions de Juifs, de Français, de Polonais, de Paraguayens, d'Allemands, d'Arabes, de Boliviens et de Péruviens.

## Urbanisme et architecture

### Urbanisme

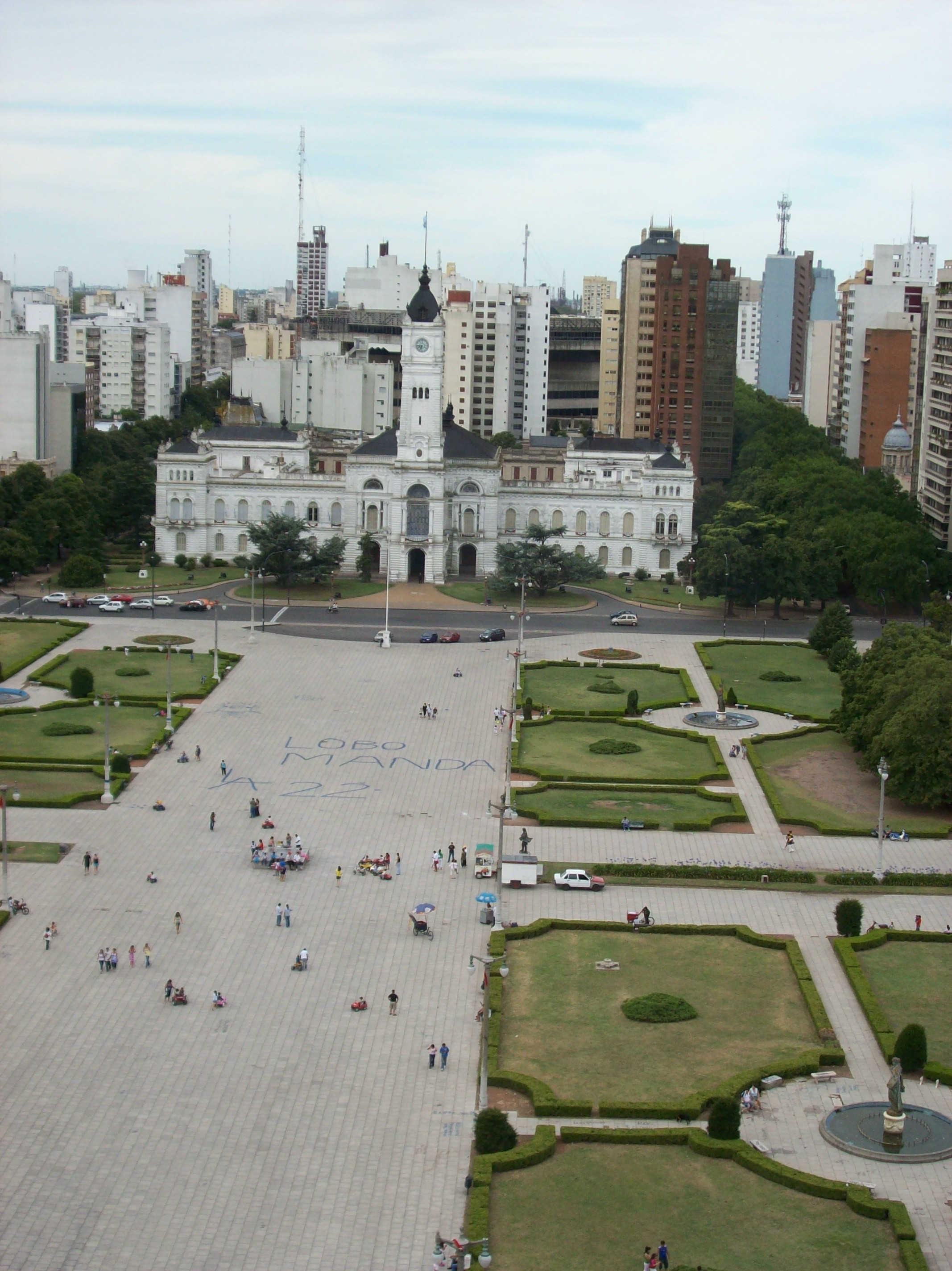
Vue de l'hôtel de ville et de la place Moreno depuis la cathédrale.

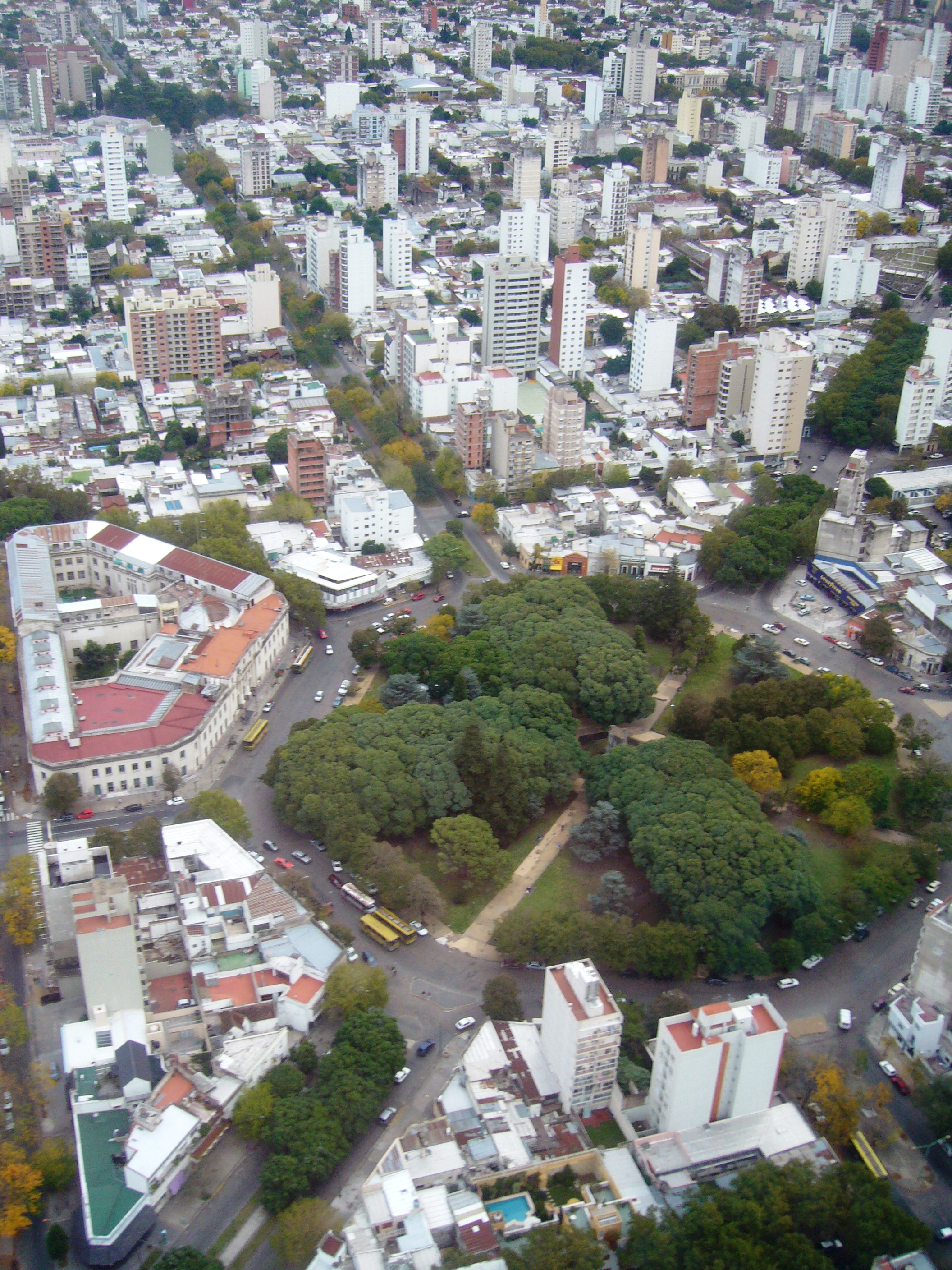
Vue aérienne de la place Dardo Rocha.

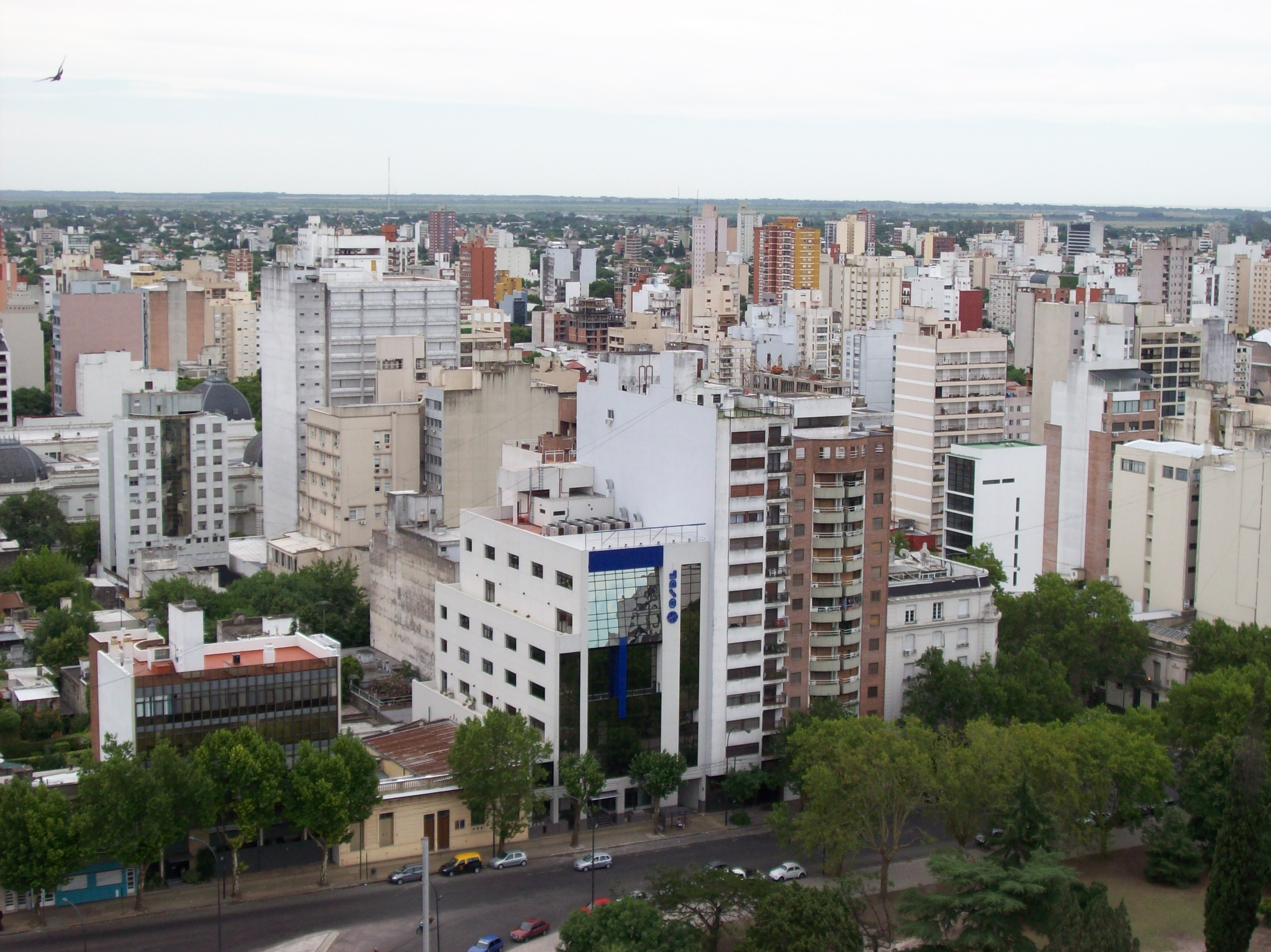
Vue depuis la cathédrale vers le nord.

La Plata, ville entièrement planifiée, figure comme un paradigme de la planification urbaine de la fin du XIXe siècle. En outre, l'on voulut également y donner corps aux idées du courant hygiéniste, en pleine ascension à cette époque.
Attendu que La Plata est une ville dont le plan au sol fut, préalablement à sa construction, entièrement préconçu selon des vues et conceptions tributaires du rationalisme triomphant propre à la Révolution française, on peut considérer qu'il s'agit de la première ville au monde construite en accord avec les idées républicaines, en un temps où la révolution industrielle se consolidait, que la science positiviste se voyait consacrée et que l'utopie d'une vie sociale harmonieuse cherchait à se concrétiser.
Le plan de La Plata, imaginé par l'architecte Pedro Benoit, se caractérise tout d'abord par son strict carroyage, auquel viennent se superposer de nombreuses diagonales. La forme générale de ce plan originel est un carré de 5 km de côté, découpé en 38 fois 38 carreaux, en majorité de forme carrée également. L'intersection des deux diagonales les plus importantes, les avenues 73 et 74, qui coupent la ville d'est en ouest et du nord au sud respectivement, se situe sur la place Moreno (Plaza Moreno), qui est la place principale de la ville, et au centre de laquelle se trouve enfouie la Pierre fondamentale (Piedra Fundamental).
Dans la « ville des tilleuls et des diagonales », une voie sur six est une avenue, et à chaque croisement d'avenues s'étend un des 23 parcs ou places arborées (y inclus le Paseo del Bosque), à leur tour reliés entre eux par des diagonales. Chaque rue ou avenue est plantée d'une espèce d'arbre qui la caractérise, en particulier de tilleuls – arbre emblématique de la ville –, ainsi que de platanes – l'espèce la plus abondante dans le périmètre –, de jacarandas, d'érables américains, d'orangers, de chorisias et de lilas de Perse, entre autres, ce par quoi les rues de la ville se présentent comme les plus arborées et les plus verdoyantes de toutes les villes d'Argentine. Les frondaisons sont peuplées de myriades d'étourneaux, pics-bois, moineaux, colibris, pique-bœufs, fourniers, conures veuves et grives, qui ont pris d'assaut la ville.
Les avenues 51 et 53, orientées sud-ouest – nord-est, et situées de part et d'autre d'un des axes de symétrie de la ville, enserrent le dénommé Axe monumental de La Plata, où se situent les « bâtiments fondateurs », construits tous à peu près au même moment, à l'époque de la fondation de La Plata, après appel d'offres international, à partir de 1883.
S'il existe bien, ailleurs dans la ville, des lieux rehaussés par des édifices publics remarquables, comme la Plaza Islas Malvinas avec son Centre culturel, la Plaza Rocha avec sa bibliothèque universitaire, le Parque Saavedra avec l'hôpital Sor María Ludovica, et l'ancienne gare provinciale (aménagée en le Centre culturel Estación Provincial), la plupart des autres places et croisements d'avenues ne se signalent en général par rien de remarquable du point de vue urbanistique.
En bordure nord-est de la ville, Benoit avait projeté le Paseo del Bosque (litt. promenade du Bois), immense espace vert public inspiré du parc du 3 février à Buenos Aires. Bien que l'idée originale n'en fût pas respectée, vu que dès 1884 une partie du terrain du parc fut sacrifié pour le futur hippodrome, le Bosque reste néanmoins le principal parc platense. Tout au long du XXe siècle, l'on continua de retrancher des terrains au Paseo del Bosque en vue de la construction d'édifices ou sous forme de concessions en faveur d'entités privées. Le parc toutefois a gardé son lac, l'amphithéâtre Martín Fierro, son jardin zoologique et botanique, de style victorien, son observatoire astronomique, et le musée des Sciences naturelles, qui dépend de l'UNLP, et héberge un illustre ensemble de collections.
Un axe urbain secondaire, spécialisé dans l'activité bancaire, fut créé sur l'avenue 7, entre la Plaza San Martín et la Plaza Italia, accueillant les sièges de banques tant publiques (municipales, provinciales et nationales) que privées. L'université nationale de La Plata, fondée en 1905, occupe principalement le Paseo del Bosque, même si elle tendit ensuite aussi à se développer plus avant le long de l'avenue 7 et sur la Plaza Rocha.
La ville est cernée par un boulevard de ceinture (Avenida de Circunvalación) formant les arêtes extérieures du carré idéal qu'était à l'origine le plan urbain. Ce boulevard est composé des avenues 32, 122, 72 et 31, et inclut les quatre avenues courbes qui permettent d'éviter les angles du carré et qui sont désignées par boulevard 81, 82, 83 et 84. Une série d'avenues diagonales mineures relient entre elles les intersections des avenues principales et leurs places.

### Architecture
Parmi les édifices et sites, remarquables au point de vue architectural, que compte La Plata, il convient de mentionner :

#### Hôtel de ville
L'hôtel de ville (en esp. Palacio Municipal) est l'une des grandes réalisations architecturales de la ville. Situé entre les rues 51, 53, 11 et 12, séparé de la cathédrale par la place Moreno, le bâtiment est le siège de l'exécutif municipal et héberge notamment le bureau du maire. Les plans, qui mêlent le style Beaux-Arts français et l'architecture néo-Renaissance allemande, en furent livrés par l'architecte allemand Hubert Stier, de l'école polytechnique de Hanovre. Le bâtiment, dont la construction commença en juin 1883, couvre une superficie totale (incluant les jardins) de 14 400 m², et se signale en particulier par son beffroi, élément typique des hôtels de ville européens. L'horloge Gillette, d'origine anglaise, dont cette tour est dotée, date de 1878 et renferme un mécanisme de 300 pièces ; elle fut transférée de la gare ferroviaire vers l'hôtel de ville en 1886. Le Salon doré, situé au premier étage, est fait en chêne de Slavonie et présente un style baroque empreint d'influences romaine, allemande, grecque et française ; les vitraux en sont de facture allemande et ses lustres, de bronze, comportent 78 lumières et pèsent 1 200 kilos chacun. Le grand vitrail que l'on aperçoit du dehors appartient au salon d'hiver. La rotonde semicirculaire adossée à la façade arrière de l'édifice accueille la salle du Conseil de délibération de la municipalité. En janvier 2013 débuta une campagne de restauration générale, dont la première étape, d'une durée de cinq mois, affectera notamment le Salon doré,,.

#### Hôtel du gouvernement provincial

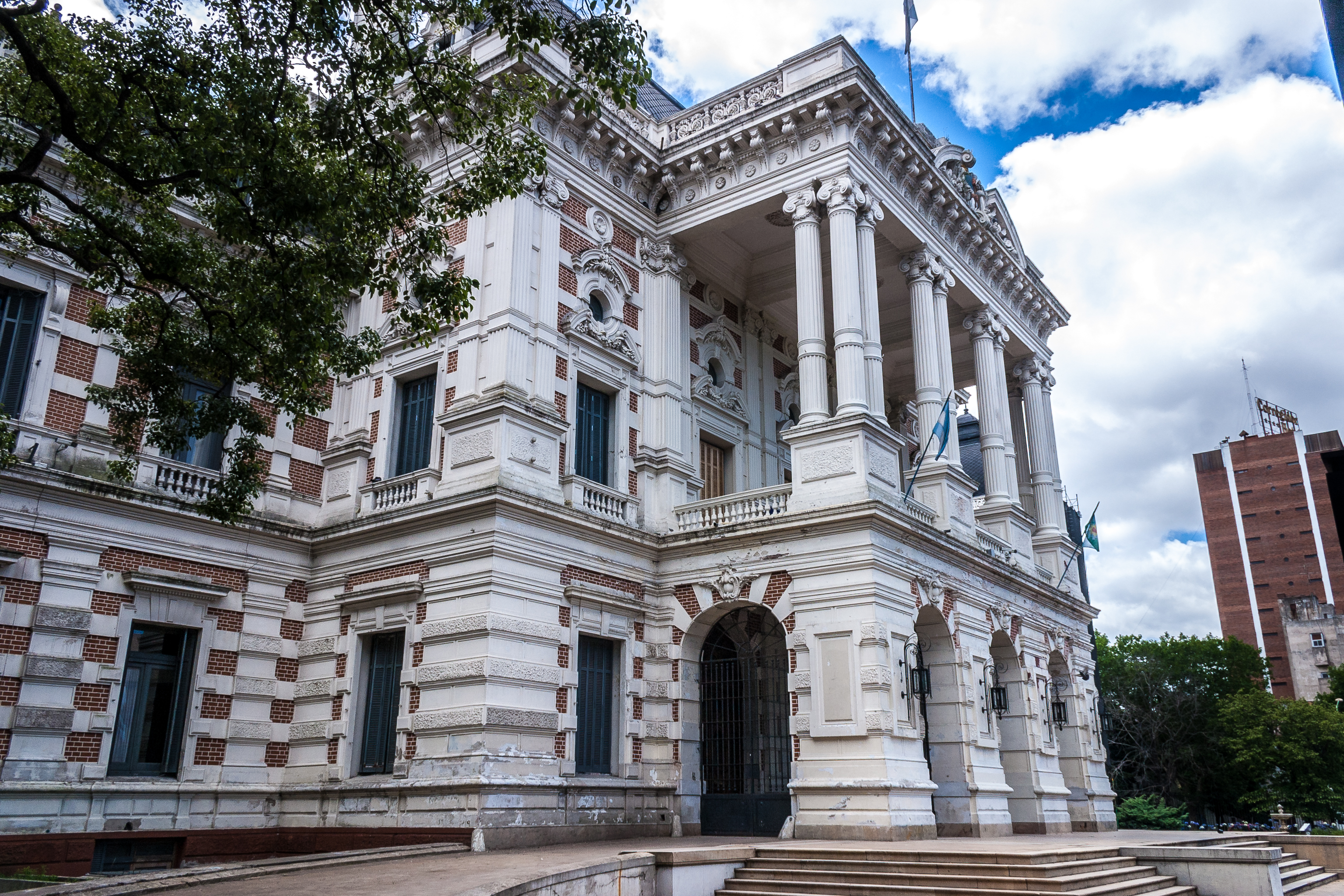
Hôtel du gouvernement de la province de Buenos-Aires.

L'hôtel de province, qui est sis sur la Plaza San Martín et fait donc partie de l'axe fondationnel, fut achevé de construire en 1892 selon les plans livrés par l'architecte d'origine belge Jules Dormal. De style principalement néo-Renaissance flamande, d'ordonnancement symétrique, le bâtiment joue sur le contraste entre brique rouge visible et pierre d'imitation blanche. Il comprend deux étages, avec comble mansardé, et présente sur la Plaza San Martín un monumental portique en avant-corps, composé au rez-de-chaussée d'une triple arcade plein-cintre, et, au premier étage, du portique proprement dit, consistant en quatre paires de colonnes supportant un entablement à fronton cintré et, initialement, à petite tourelle avec coupole, laquelle sera démantelée ultérieurement. Le plan de l'édifice est symétrique et comporte deux ailes qui s'organisent autour de cours intérieures et dans lesquelles sont distribués les locaux et bureaux de l'administration provinciale. L'étage, garni de chêne de Slavonie, est orné sur ses plafonds de diverses figures allégoriques (balance de la justice, roue de l’industrie, etc.) et sur ses parois des portraits de quatorze personnalités historiques argentines, dont José de San Martín, Manuel Belgrano et Domingo Faustino Sarmiento, entre autres. La salle la plus considérable est le Salon doré, vaste de 11 mètres sur 24, dont la décoration, de facture baroque, fut confiée à Augusto Ballerini en 1900. Dans le Salon rouge, anciennement office du gouverneur, mais aujourd'hui salle d'attente, se remarquent en particulier un ensemble de tableaux, appartenant au musée des Beaux-Arts, le lambrissage, la pendule qui appartint au docteur Dardo Rocha et qui fonctionne encore, et la cheminée à l'âtre, faite d'une pièce de marbre de Carrare d'un seul tenant. Les réunions de cabinet cependant se tiennent dans le Salon de l'accord (en esp. Salón del Acuerdo), de construction récente (1969), d'allure moderne, bénéficiant d'équipements de conférence et d'une bonne isolation acoustique.

#### Palais de la Législature provinciale
L'édifice de la Législature, situé sur la Plaza San Martín, où il fait face à l'hôtel du gouvernement provincial, fut conçue par les architectes allemands Gustav Heine et Georg Hagemann, de Hanovre, lauréats du concours d'adjudication international organisé par le gouvernement provincial en 1881. Il s'agit d'un vaste immeuble de style néo-classique, avec des éléments néo-Renaissance allemande, qui fut achevé de bâtir en 1888. Il comporte trois portiques d'entrée semblables, à quatre colonnes ioniques supportant un entablement et un fronton triangulaire à son tour surmonté de sculptures réalisées par l'artiste vénitien Victor de Pol et symbolisant resp. le Droit (portique sur la rue 7), la Constitution (sur la rue 51) et la Gloire (sur la rue 53). Les hauts-reliefs qui ornent les façades, également de la main de Victor de Pol, sont des allégories figurant l'histoire et les richesses de l'Argentine. Le mobilier fut acquis en France en 1887, à la maison Damon de Paris, et les peintures sur le plafond de la Chambre des députés sont l'œuvre du peintre Graziano Mendilaharzu. La bibliothèque de la Législature comprend plus de 37 000 volumes, en plus de 1 500 titres de périodiques argentins et étrangers. Avec le retour de la démocratie en 1983 fut engagée une restauration d'ensemble de l'édifice, en particulier, à partir de 1985, de la salle des séances, qui se trouvait dans un état de délabrement avancé, résultat du délaissement, de l'injure du temps et de quelques malencontreuses interventions de réparation.

#### Cathédrale

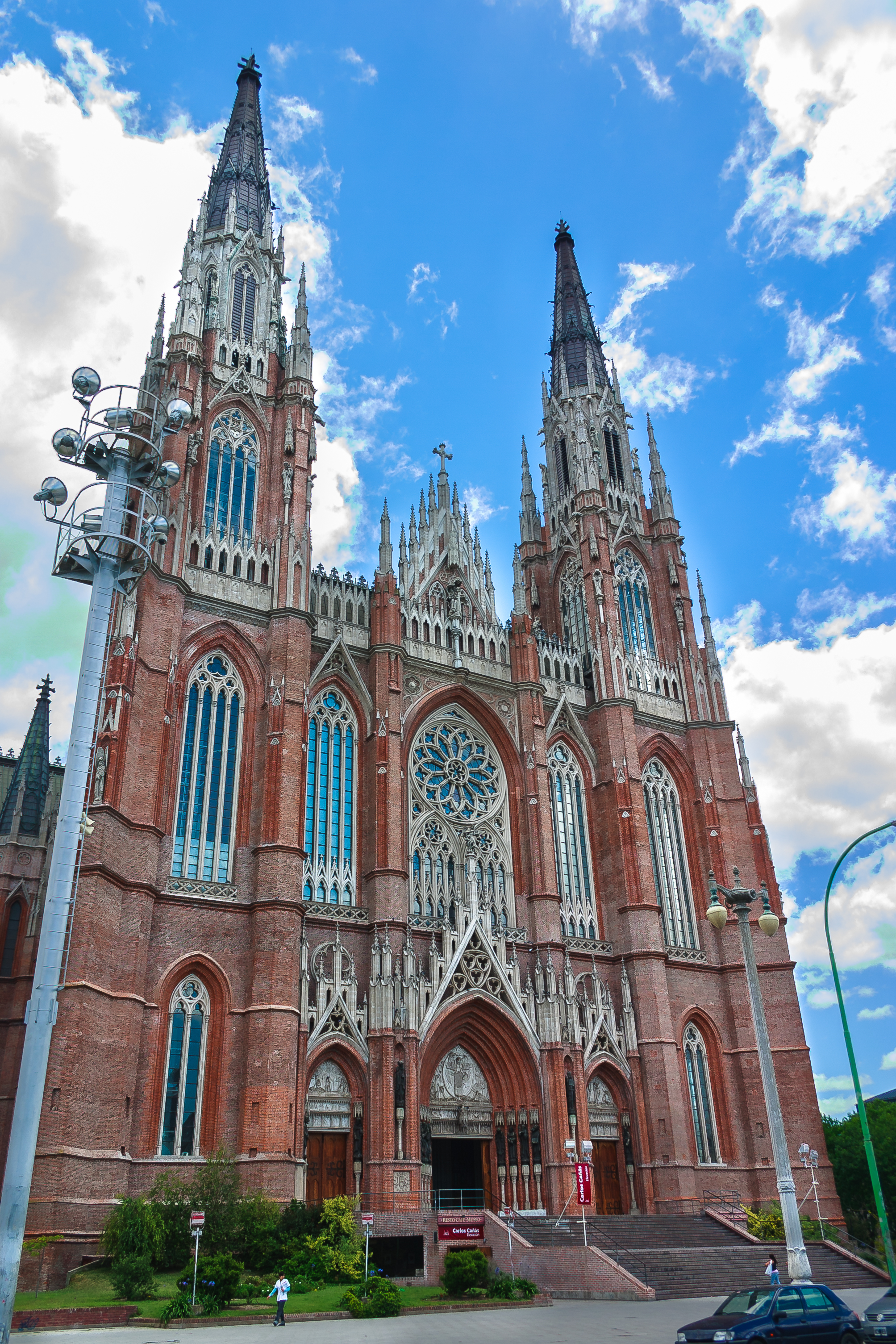
La cathédrale de La Plata de style néo-gothique.

La cathédrale de l'Immaculée Conception, appelée aussi La Colorada, de style néo-gothique, se dresse sur la Plaza Moreno et figure comme le plus grand temple de ce style en Amérique du Sud. La caractéristique couleur rouge que lui donne la brique de parement dont elle est construite en a fait un des édifices les plus emblématiques de La Plata. D'une superficie de 7 000 m2, mesurant 120 m de long sur 76 m de large, elle peut donner place à 14 000 personnes. Commencée de bâtir en 1884, elle ne fut inaugurée qu'en 1932, date coïncidant avec le cinquantenaire de la ville, quoiqu'il fallût attendre jusqu'en 1999 pour la voir entièrement achevée, avec l'édification de ses deux clochers de façade (sur les trois prévus initialement), hauts de 112 m. Les plans de la cathédrale furent livrés par Pedro Benoit et Ernest Mayer, qui s'étaient inspirés des cathédrales gothiques d’Amiens et de Cologne. Vers le milieu de la décennie 1990 fut créé un organisme provincial à l'effet de mener à bien la restauration, la mise en valeur et l'achèvement de l'ouvrage ; ledit organisme répartit les travaux à accomplir en trois étapes : 1) réparation des détériorations subies par les murs (composés de 12 millions de briques), les toitures et les fenêtres, tâche qui mobilisa quarante sculpteurs, céramistes, architectes et experts en conservation ; 2) renforcement du cimentage des tours ; 3) construction des deux hauts clochers qui flanquent la façade principale, conformément au projet originel de Benoit et Mayer. Chacune des neuf tours que compte la cathédrale représente un symbole : la tour de croisée évoque le Christ Pantocrator, le grand clocher de droite la Vierge Marie, celle de gauche le Christ, tandis que les quatre tours secondaires réfèrent aux vertus cardinales (Force, Justice, Prudence et Tempérance). À signaler également les divers ensembles sculptés, tels que tous prévus dans le projet original de Benoit, dont en particulier celui du tympan du portail consacré à l'Immaculée Conception, et la grande rosace dans la façade principale, œuvre réalisée en 1998, de 180 m2, composée de 25 000 pièces.

#### Muséum des Sciences naturelles

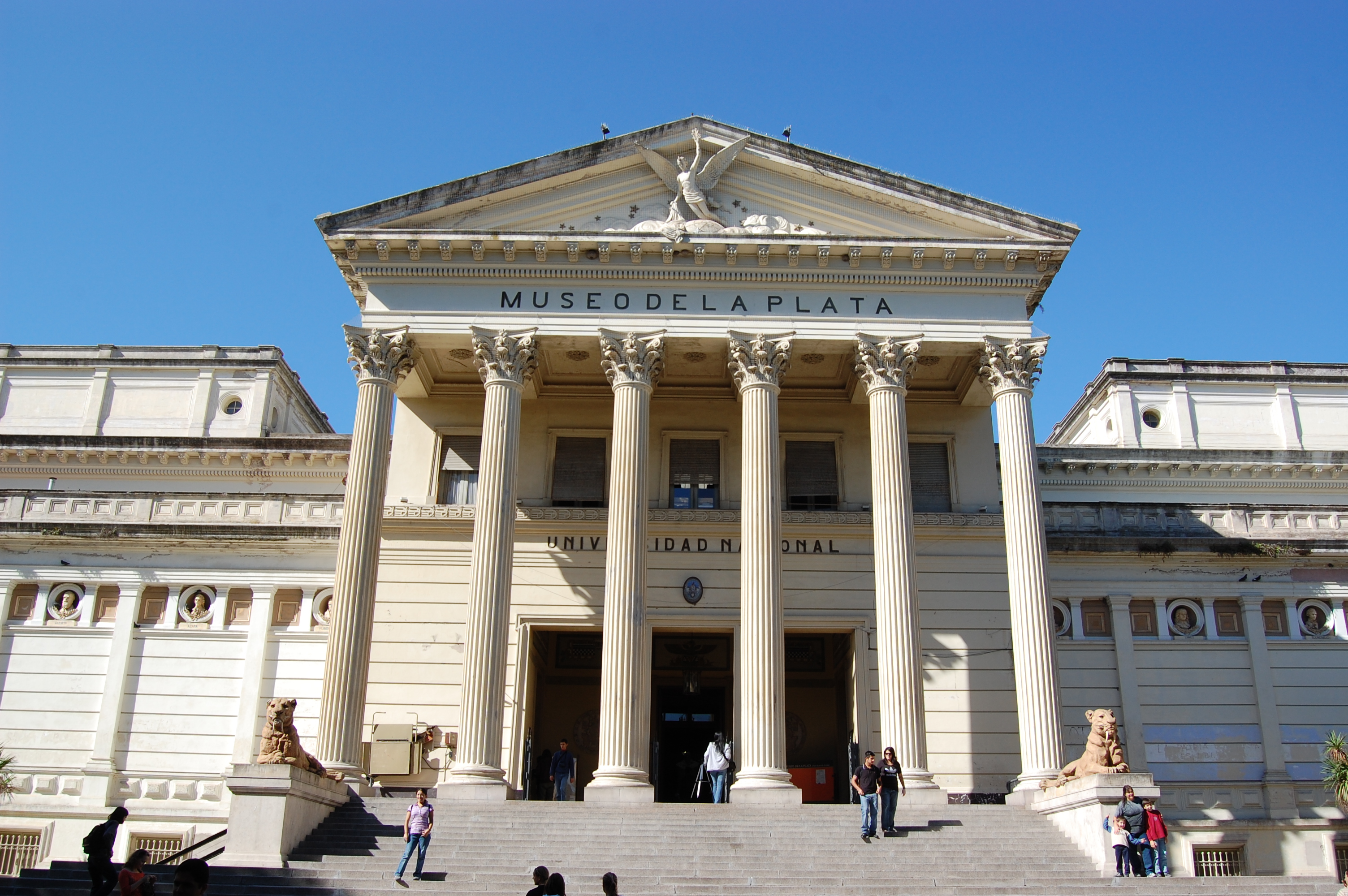
Muséum des Sciences naturelles.

Le muséum de La Plata a pour prédécesseur direct le Musée archéologique et anthropologique, qui avait été fondé en 1877 à Buenos Aires, encore alors capitale de la province du même nom. Ledit musée hébergeait une collection composée de 15 000 pièces osseuses et objets fabriqués préhistoriques, offerts par Francisco Pascasio Moreno, qui en fut nommé directeur à vie. À la suite de la fédéralisation de Buenos Aires en 1880 et de la fondation de La Plata comme nouvelle capitale de la province en 1882, le gouvernement provincial disposa que les collections de Moreno eussent à être transférées vers cette ville en 1884 et décida la construction d'un édifice propre à les accueillir, dont les travaux commencèrent en octobre de la même année dans le parc Paseo del Bosque. C'est aussi vers cette époque que Moreno fit don au muséum des 2000 volumes de sa bibliothèque particulière. Les travaux d'édification se terminèrent en 1889, cependant l'ouverture au public eut lieu dès novembre 1888, à l'occasion du sixième anniversaire de la fondation de la ville. En 1906, quelques mois après la nationalisation de l'université de La Plata, menée sous la direction de Joaquín Victor González, le muséum vint à faire partie de l'université et donc à accueillir des activités d'enseignement et de recherche – mesure avec laquelle Moreno fut en désaccord et qui l'incita à démissionner de la direction du muséum. Y furent installées ensuite une école de sciences naturelles, une autre de sciences chimiques et une école des beaux-arts et de dessin. Le bâtiment, œuvre des architectes Federico Heynemann, d'Allemagne, et de Enrique Åberg, de Suède, présente, quoique de style néo-classique, style prédominant de la plupart des édifices de l'époque fondationnelle de La Plata, un caractère unique grâce à l'intégration d'éléments décoratifs empruntés aux cultures de l'Amérique précolombienne. Son plan au sol est constitué grosso modo d'un rectangle flanqué à ses extrémités de deux demi-cercles, formant une ellipse approximative, de 135 sur 70 mètres. Le monumental portique d'entrée, reposant sur six colonnes corinthiennes, est gardé par deux smilodons, animaux emblématiques du muséum, réalisés par le sculpteur Victor de Pol. En 1997, le bâtiment fut déclaré monument historique national. Le muséum renferme plus de vingt salles d'exposition, disposées en spirale ; en les parcourant, le visiteur peut embrasser toute l'évolution de la vie sur terre depuis les origines jusqu'à l'apparition de l'être humain. Le muséum possède par ailleurs l'unique collection d'art égyptien existant en Amérique latine, laquelle collection est le produit de fouilles effectuées au Soudan par des scientifiques argentins. On y trouve également la plus grande exposition d'Argentine vouée aux Jésuites. Une importante collection de peintures à motifs américanistes orne le hall d'accès et divers passages du bâtiment. Les collections les plus importantes sont, outre celles déjà citées, les collections de fossiles de l'ère cénozoïque, les collections d'archéologie, d'ethnographie et d'anthropologie, les collections d'entomologie, de botanique et d'ethnobotanique, de minéralogie, les collections de vertébrés américains actuels, d'invertébrés fossiles et actuels, et les collections d'objets des cultures précolombiennes, pour un total de plus de 3 millions d'objets conservés, dont seule une fraction minime est exposée.

#### Observatoire astronomique
L'observatoire astronomique de La Plata, dont la création était portée par une loi d'octobre 1882, fut l'une des premières constructions à s'implanter dans le parc Paseo del Bosque. La petite histoire veut que le passage de la planète Vénus devant le disque solaire en 1882 incita le gouvernement provincial à commander à la maison Gautier de Paris un télescope avec tous accessoires utiles. L'observatoire de La Plata a été l'embryon de la faculté des Sciences astronomiques et géophysiques, celle-ci, fondée en 1935, étant du reste le premier centre d'études d'Amérique latine voué à cette discipline.

#### Casa Matriz

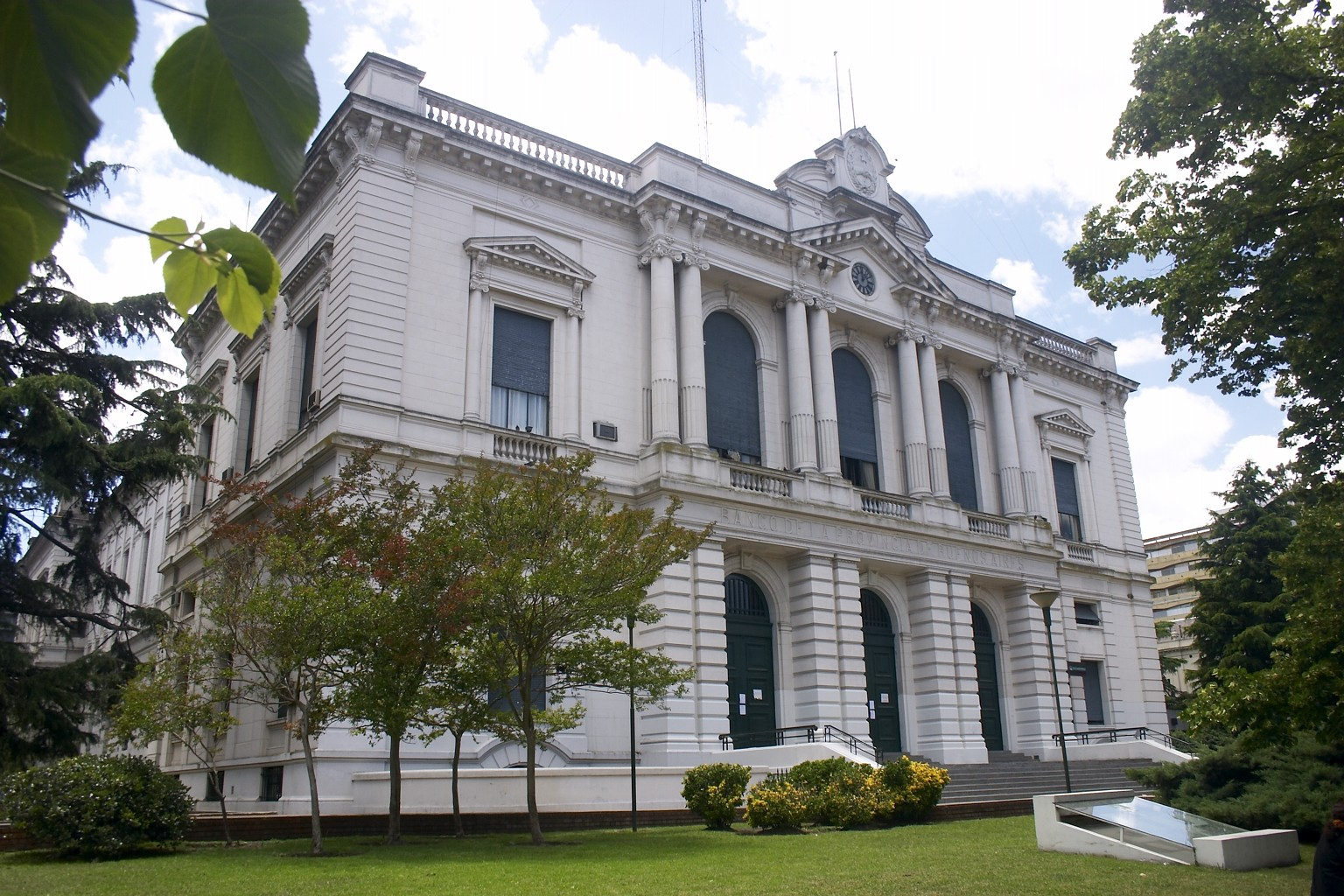
Maison mère de la banque de La Plata, inaugurée en 1886, bâtiment typique des années 1880 en Argentine - Architectes Juan A. Buschiazzo et Luis A. Viglione.

La Maison mère (en esp. Casa Matriz, situé entre les rues 6, 7, 46 et 47) est l'un des deux sièges principaux de la Banque de la province de Buenos Aires (l'autre étant la Casa Central, dans la ville de Buenos Aires). À la suite de la fédéralisation de la capitale nationale, il apparaissait expédient de construire un nouveau siège de la banque dans la jeune capitale provinciale pour remplacer l'ancienne Casa Matriz, qui se trouvait calle San Martín à Buenos Aires (remplacée dans la décennie 1930 par un bâtiment Art déco au même emplacement, l'actuelle Casa Central) ; à cet effet, l'on organisa en 1882 un concours public, à l'issue duquel fut retenu le projet des architectes Juan A. Buschiazzo et Luis Viglione, projet prévoyant un édifice monumental, de style néoclassique, aux allures de palais, entièrement entouré d'un jardin. Inauguré en 1886, le bâtiment sera une première fois remanié et agrandi en 1912 (sous la direction de l'architecte Luis B. Rocca), puis une deuxième fois en 1932 (sous la conduite d'Atilio J. Rocca) ; enfin, à la fin des années 1960, il sera nécessaire de lui adjoindre un bâtiment annexe, réalisé selon les plans des architectes Pomar, Sarmiento et Roca.

#### Casa Curutchet
En 1948, le docteur Pedro Curutchet chargea Le Corbusier de dessiner les plans d'une maison d'habitation avec cabinet de consultation située sur le boulevard 53. La construction en fut commencée en 1949 et achevée en 1953. Il s'agit d'un des deux seuls bâtiments de Le Corbusier sur le continent américain, l'autre étant le Carpenter Center for the Visual Arts à Cambridge, Massachusetts. La maison Curutchet a été classée monument historique national en 1987, et un dossier d'inscription au patrimoine mondial de l'UNESCO de l'œuvre de Le Corbusier, constitué de 19 œuvres dont la maison Curutchet, est actuellement à l'étude.

#### Ancienne gare ferroviaire centrale
L'ancienne gare provinciale, édifiée selon les plans de l'ingénieur Enrique Dengremont et inaugurée en avril 1910, est d'une architecture sobre empruntant au style classique français. En raison de ce que les trains qui partaient autrefois de cette gare avaient pour destination le Méridien V (méridien qui forme la limite entre les provinces de Buenos Aires et de La Pampa), le nom de Meridiano V finit par être donné au quartier qui l'entoure. Sis entre les rues 71 et 17, le bâtiment fait partie du Circuito Cultural Meridiano V et, transformé aujourd'hui en centre culturel, offre une série d'activités telles que le cinéma, la musique, des formations, des expositions et le théâtre.

#### Gare de La Plata (Roca)
Cette gare, monumental édifice de style Beaux-Arts, que coiffe une ample coupole, fut inaugurée le 1er octobre 1906, et devait remplacer la première gare de La Plata, la gare 19 novembre, devenue depuis le Passage Dardo Rocha. Toujours en fonction – elle est la gare terminus de la ligne ferroviaire General Roca qui relie La Plata à la gare de Plaza Constitución à Buenos Aires –, elle a son entrée principale sur l'avenue 1, à l'angle de la diagonale 80. En 2008, le bâtiment, déjà réaménagé intérieurement entre 1998 et 1999, bénéficia de la part du concessionnaire UGOFE, au même titre que toutes les gares détenues par cet opérateur, d'un plan général de restauration ; si la grande charpente métallique à verrière qui surplombe les quais n'a pas fait l'objet d'une restauration à cette occasion, les façades et la coupole du hall principal ont été entièrement ravalées.

#### Passage Dardo Rocha

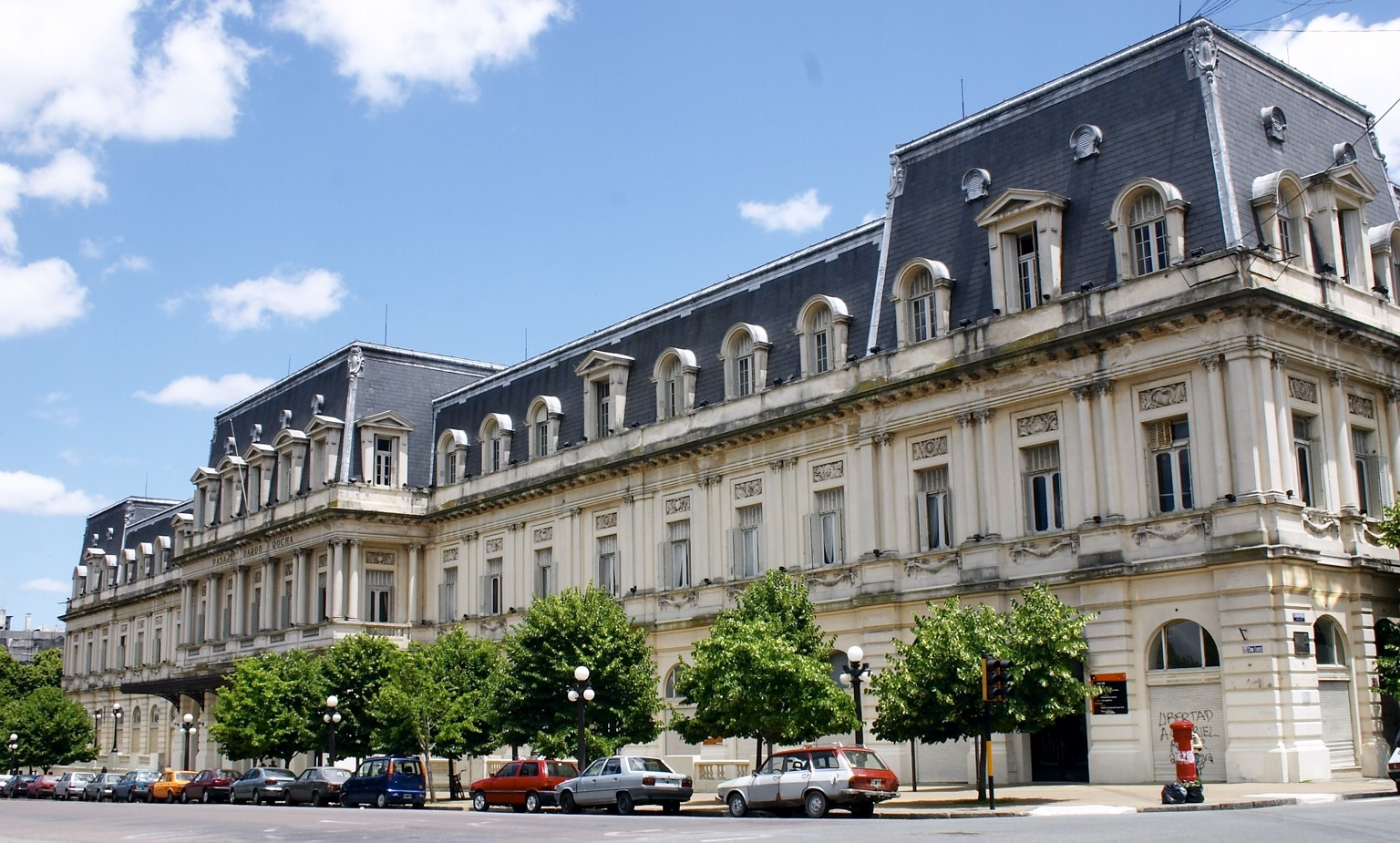
Passage Dardo Rocha.

Le passage Dardo Rocha, l'un des édifices fondationnels les plus marquants de La Plata, est situé au cœur de la ville, sur la Plaza San Martín. Œuvre de l'architecte italien Francesco Pinaroli, ce bâtiment de style éclectique associant éléments empruntés à la Renaissance italienne et un comble mansardé d'inspiration française, était à l'origine la gare ferroviaire 19 de Noviembre, première gare terminus des Chemins de Fer de l'Ouest ('Ferrocarril Oeste') jamais construite à La Plata. Bien qu'il y eût des activités ferroviaires dès 1883, la gare ne fut inaugurée qu'en 1887, en raison d'un violent incendie qui manqua de la détruire complètement (le sinistre conduisit d'ailleurs à la création du premier corps de sapeurs-pompiers de la ville). Le bâtiment remplit son rôle de gare jusqu'en 1906, date à laquelle la gare fut transférée vers son emplacement actuel, sur l'avenue 1. L'édifice resta inutilisé jusqu'à ce que le gouverneur Luis Monteverde décida en 1926 de remanier l'immeuble de manière à le convertir en un centre culturel et d'accueillir, selon ses propres mots, des salles de concert, de petits théâtres et un grand vestibule central pour les expositions. Par la suite, l'immeuble servit de siège provisoire du ministère (provincial) d'Action sociale, puis à loger successivement une station de radio, la Direction des télégraphes, le ministère du Travail et les archives historiques de la province. En 1944 s'y établit la direction des Postes, jusqu'à être, à son tour, transplantée vers un nouveau siège. Finalement, après avoir hébergé nombre d'autres administrations et accueilli la Convention constituante en 1994, le passage Dardo Rocha, qui porte ce nom depuis 1930, fut inscrit au patrimoine municipal et, après exécution d'importants travaux de restauration et d'équipement, se transforma en le grand centre culturel de La Plata qu'il est aujourd'hui.

#### Teatro Argentino

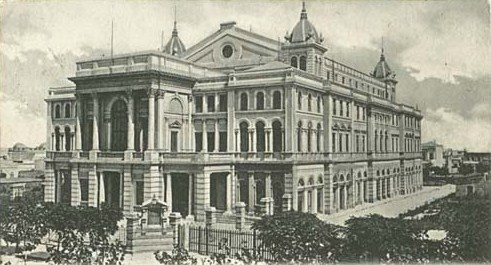
Ancien bâtiment du Teatro Argentino (ravagé par un incendie, puis démoli en 1977).

La ville perdit en 1977, par suite d'un incendie, l'un de ses plus insignes monuments : le Teatro Argentino, de style principalement néo-classique, achevé de bâtir en 1890. En lieu et place fut édifié un théâtre neuf, de style brutaliste, d'après les plans des architectes Enrique Bares, Tomas García, Roberto Germani, Inés Rubio, Alberto Sbarra et Carlos Ucar, dont le projet avait été le lauréat de l'appel d'offres lancé en août 1979. La grande salle de spectacle Alberto Ginastera, d'une capacité de 2 000 spectateurs, présente la forme semicirculaire traditionnelle à l'italienne, avec parterre et trois niveaux de loges et galeries ; au haut de la salle est suspendu un imposant lustre de bronze de trois tonnes pourvu de 400 ampoules de 25 000 watts, dont le style, quoique d'allure moderne, s'inspire du lustre dont était doté l'ancien bâtiment. Le complexe possède une superficie totale de 60 000 m² d'espace polyfonctionnel, comprenant, outre la grande salle, des salles indépendantes, des lieux d'essai, des loges d'artiste, des ateliers de scénographie, des vestiaires, de vastes foyers (réaménagés pour héberger de petites expositions thématiques), des salles d'exposition (telle que la salle Emilio Pettoruti, vouée aux grandes expositions d'arts plastiques), des salles de concert (comme la salle Astor Piazzolla, inaugurée en 2000, d'une capacité de 300 spectateurs, destinée aux arts de chambre, c'est-à-dire à des productions théâtrales, récitals populaires, conférences et congrès), etc. La machinerie scénique, de technologie avancée, utilisant des plateformes mobiles et un système informatisé d'éclairage de dernière génération, permet la mise en scène d'œuvres de difficile montage. De façon générale, le Teatro Argentino est le lieu attitré des saisons du théâtre lyrique, des spectacles chorégraphiques et des concerts tant symphoniques que populaires. Si cette construction fut déclarée d'Intérêt national par décret no 774 du 14 avril 1980, il ne recueille guère les suffrages de la population générale, qui la surnomme volontiers « la motte de béton ».

#### Cimetière de La Plata
Situé dans le quartier de Los Hornos (des Fours en espagnol), le cimetière municipal de La Plata, ouvert en 1886, devint le lieu d'inhumation attitré de la nouvelle capitale de la province de Buenos Aires. Il a été conçu par Pierre Benoit, qui était également responsable de la conception de la ville. Il est situé à l'intersection des avenues 31 et 72 et de la diagonale 74, juste au-delà de l'angle sud du périmètre urbain.
Le cimetière de La Plata se signale par quelques réalisations architecturales remarquables, notamment son portail d'entrée et de nombreux caveaux de famille, où se déploient les styles néo-classique, néo-gothique, Art nouveau (dans sa variante catalane), Art déco et néo-égyptien. L'entrée principale est un portique de style néo-classique avec des colonnes doriques.

#### Stade Ciudad de La Plata

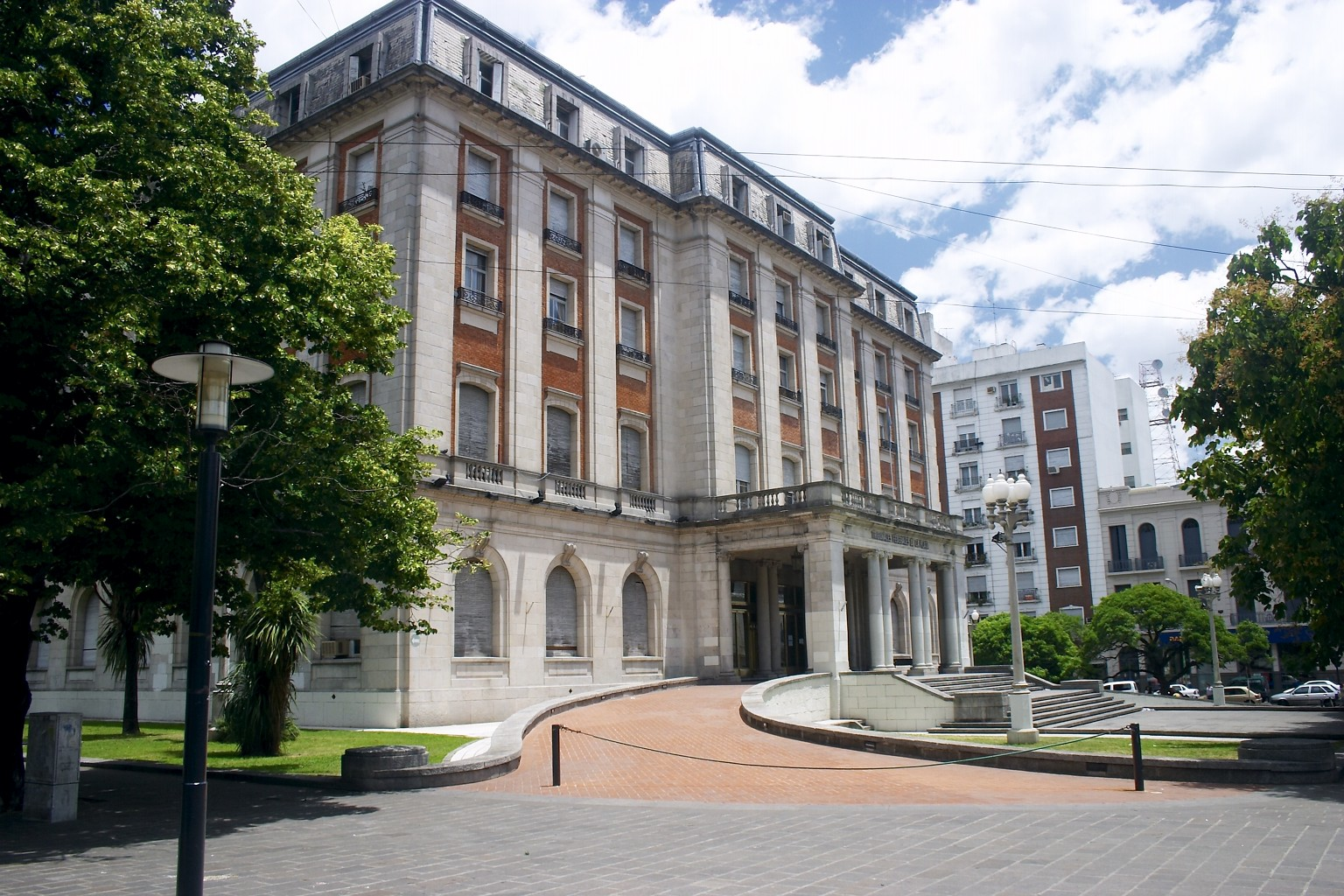
Tribunaux fédéraux de La Plata (ancien hôtel de la Province).

Le stade Ciudad de La Plata, également connu familièrement sous son nom ancien Estadio Único se situe sur un terrain arboré entre las avenues 532 et 526, c'est-à-dire un peu en dehors du périmètre urbain originel. L'ouvrage est d'un style moderniste avec une teinte d'architecture high-tech. Propriété de la province de Buenos Aires, il est sous l'administration conjointe du gouvernement provincial, de la municipalité de La Plata et des deux clubs sportifs Estudiantes et Gimnasia. Ces deux derniers décidèrent en 1992 de s'associer en la fondation Estadio Ciudad de La Plata, et lancèrent, en collaboration avec le Collège d'architectes et ingénieurs, un appel d'offres national, à l'issue duquel, en 1993, le choix du jury se porta, parmi les 79 projets présentés, sur la proposition de l'architecte argentin domicilié à Barcelone Roberto « Nolo » Ferreira. En 1996, une loi attribua au gouvernement provincial la gestion et l'exécution des travaux de construction, par l'intermédiaire d'une Unité exécutive instituée en son sein. Après adjudication (sur concours public) des travaux, le stade fut partiellement inauguré en juin 2003, et achevé de construire (après quelques contretemps, liés à la mise en place de la grande toiture semi-transparente en kevlar et résines plastiques) en février 2011, apparaissant alors comme l'un des stades les plus modernes d'Amérique latine.

### Altérations

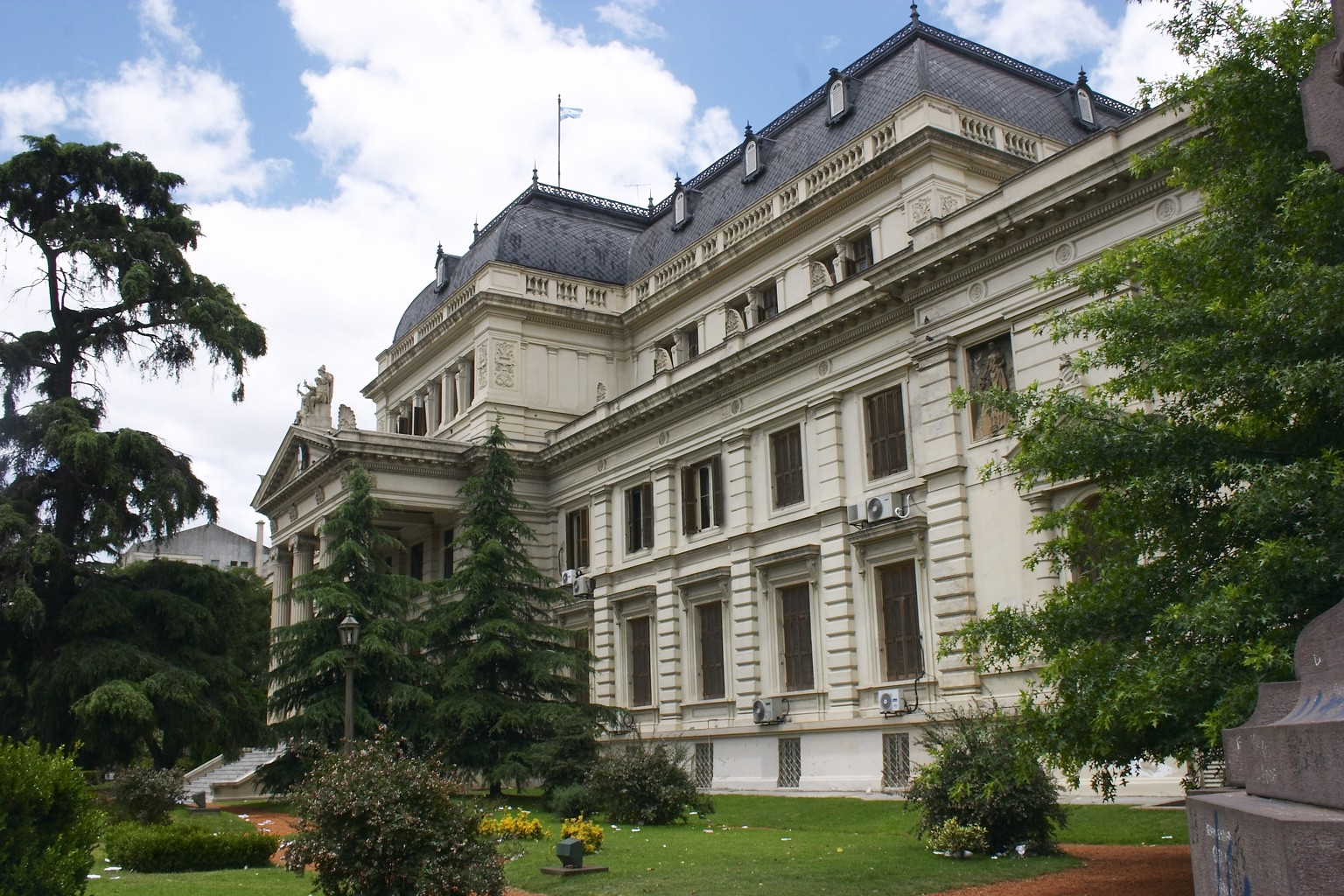
Palais législatif de la province de Buenos Aires.

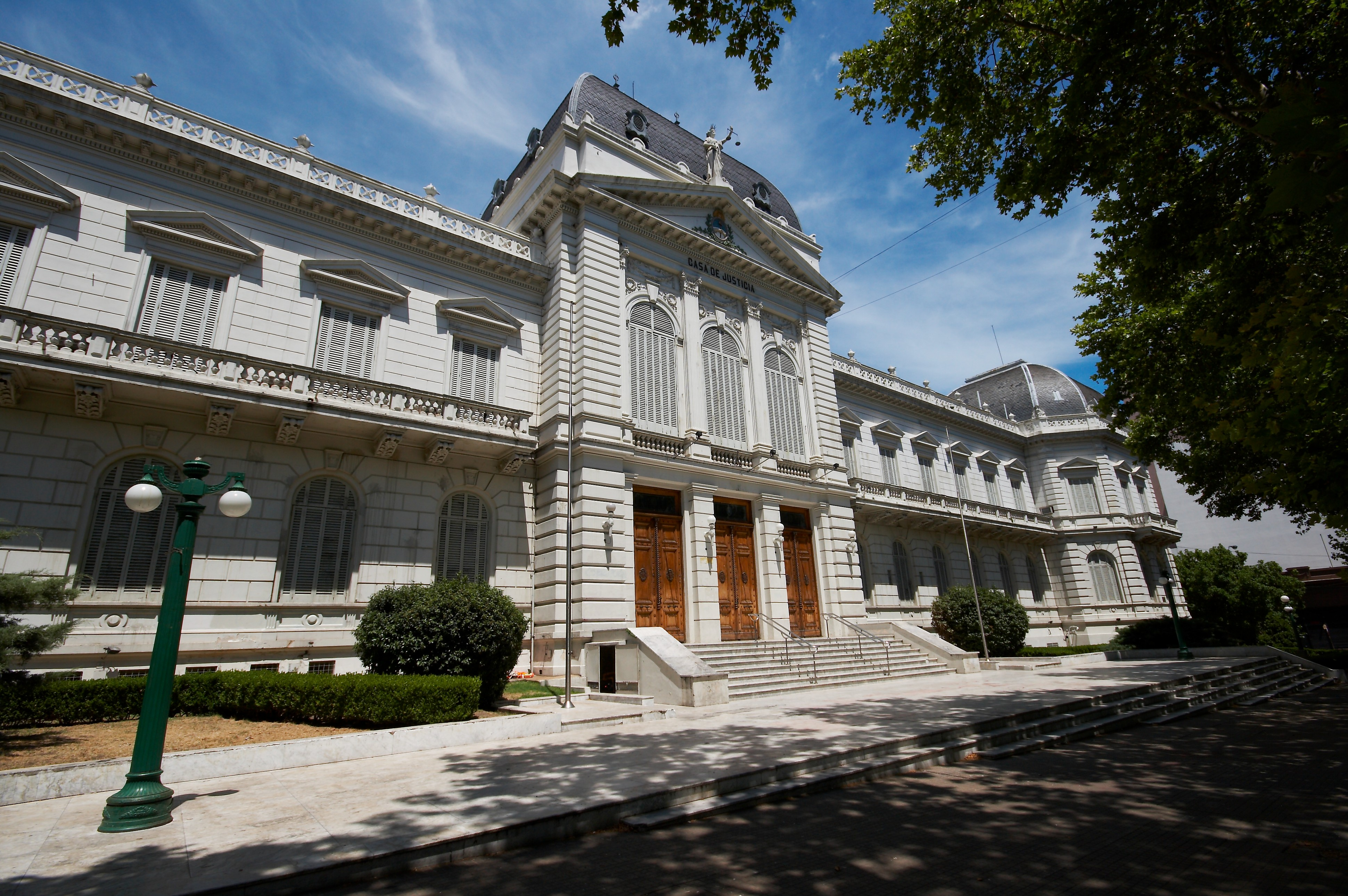
Palais de justice.

En 1995 fut introduite auprès de l'UNESCO une requête visant à faire déclarer La Plata Patrimoine culturel de l'humanité. Une deuxième démarche fut tentée en 1999, et le maire Julio Alak entreprit en 2005 une nouvelle tentative encore. Sur ces entrefaites, le Plan Participativo de Recuperación y Puesta en Valor del Patrimonio (litt. Plan participatif de récupération et de mise en valeur du patrimoine) avait été élaboré et, en application d'une législation ad hoc, une Direction du patrimoine avait été mise en place ; en même temps aussi, quelques édifices symboliques furent restaurés — déclenchant l'habituelle vague de saine imitation chez les propriétaires privés, qui s'appliquaient à suivre l'exemple officiel — et quelques vigoureuses directives édictées.
Ce nonobstant, et en dépit des multiples tentatives et de la visite de commissions diligentées par l'UNESCO qui parcoururent la ville, l'objectif ne put pas être atteint, les spécialistes concluant en effet que La Plata ne satisfaisait pas aux conditions pour accéder au titre convoité. Fin 2006, la municipalité ordonna que fût dressé un inventaire descriptif des quelque 55 000 bâtiments sis dans les 1 600 îlots urbains du périmètre historique, ce dont il résulta une liste de près de 1 700 édifices destinés à jouir d'une protection à différents degrés.
Cependant, en 2010, à rebours de ce qui avait été accompli auparavant, le Conseil délibératif approuva un nouveau code d'aménagement urbain (en esp. Código de Ordenamiento Urbano, en abrégé COU), lequel porta à 45 mètres la hauteur permise pour les bâtiments dans le centre historique de la ville ; sanctionné en séance, sans débat préalable, ce nouveau code passa seulement par une réunion de la Commission de planification, où ni citoyens ni gens de presse n'étaient admis,. En raison du défaut de législation pour protéger l'architecture fondationnelle, la ville fut en 2011 placée sur la liste des 100 sites en péril par la fondation World Monument Fund, laquelle s'est donné pour mission de chercher des financements et d'organiser des actions en faveur de lieux historiques et patrimoniaux menacés,.
Parallèlement à l'apparition d'associations citoyennes et de groupes s'organisant sur internet, en lutte pour la préservation du patrimoine de la ville, plusieurs rapports et analyses ont été rédigés entre-temps portant sur les effets négatifs provoqués dans le centre-ville par la nouvelle réglementation en matière de construction,.

## Enseignement
| Estadísticas                                | Estadísticas             | Estadísticas             | Estadísticas             |
| Instituciones Educativas                    | Instituciones Educativas | Instituciones Educativas | Instituciones Educativas |
| Nivel de enseñanza                          | Total                    | Estatal                  | Privado                  |
| ------------------------------------------- | ------------------------ | ------------------------ | ------------------------ |
| Nivel Inicial                               | 184                      | 82                       | 102                      |
| Nivel Primario                              | 171                      | 96                       | 75                       |
| Nivel Medio                                 | 102                      | 48                       | 54                       |
| Nivel Terciario o Superior no Universitario | 42                       | 9                        | 33                       |
| Alumnos Matriculados                        |                          |                          |                          |
| Nivel de enseñanza                          | Total                    | Estatal                  | Privado                  |
| Nivel Inicial                               | 29.111                   | 14.791                   | 14.320                   |
| Nivel Primario                              | 93.575                   | 58.825                   | 34.750                   |
| Nivel Medio                                 | 29.884                   | 21.243                   | 8.641                    |
| Nivel Terciario o Superior no Universitario | 12.162                   | 4.597                    | 7.565                    |

La Plata accueille un grand nombre d'établissements d'enseignement, tant publics que privés, et à tous les niveaux. Les trois collèges publics les plus renommés sont parmi les quatre collèges affiliés à l'Université nationale de La Plata (UNLP) : le Colegio Nacional Rafael Hernández, le Liceo Víctor Mercante et le Bachillerato de Bellas Artes.
La Plata est devenu synonyme d'une intense vie universitaire. La physique, l'astronomie et la biologie sont les disciplines dans lesquelles les scientifiques de cette ville ont, en regard de leurs pairs ailleurs dans le pays voire ailleurs dans cette partie du monde, particulièrement excellé.
L'Université nationale de La Plata, qui compte 90 000 étudiants, prend rang, avec l'université de Buenos Aires (UBA) et l'université nationale de Córdoba (UNC), parmi les universités nationales les plus importantes d'Argentine. Elle fut la troisième à être fondée en Argentine, la première étant celle de Córdoba et la deuxième celle de Buenos Aires. C'est dans cette université qu'Ernesto Sábato se diplôma en sciences physiques, avant d'aller enseigner à la Sorbonne et au MIT, puis d'embrasser une carrière d'écrivain. Un autre ancien élève illustre est le docteur René Favaloro, pionnier du pontage coronarien. Dans les premières années de son existence, l'établissement attira plusieurs intellectuels de renom venus de tout le monde hispanique, comme le dominicain Pedro Henríquez Ureña. Adolfo Pérez Esquivel, militant pacifiste, lauréat du Prix Nobel de la paix en 1980, y fit également ses études. Les présidents Néstor Kirchner et Cristina Fernández de Kirchner obtinrent leur titre d'avocat à la faculté de droit de l'UNLP.
La ville est d'autre part le siège de l’Université catholique de La Plata, de l’Université notariale argentine et de l’Université pédagogique. S'y est implantée en outre une faculté régionale de l’Université technologique nationale (UTN). L’Université de l'Est, qui fut créée par décret du pouvoir exécutif national et offre des cursus de sciences sociales, de pédagogie, de sciences économiques, de communication et de droit, a commencé ses activités à La Plata en septembre 2008. La ville compte aussi une série d'institutions offrant des études dites tertiaires, comme l’Institut supérieur des sciences (ISCI) et l'Institut éducatif CESALP, et un éventail d'autres instituts se consacrant à l'enseignement de langues étrangères, notamment l'anglais, le français, le portugais et l'italien. Mérite mention enfin l’Université populaire Sarmiento, dont l'écrivain et pédagogue Josefina Passadori fut recteur durant plusieurs années.
La présence à La Plata de tous ces établissements, ayant pour effet d'attirer un grand nombre d'étudiants de toute l'Argentine, et aussi de l'étranger, a permis à la ville de devenir un haut-lieu de la culture jeune.

## Sports

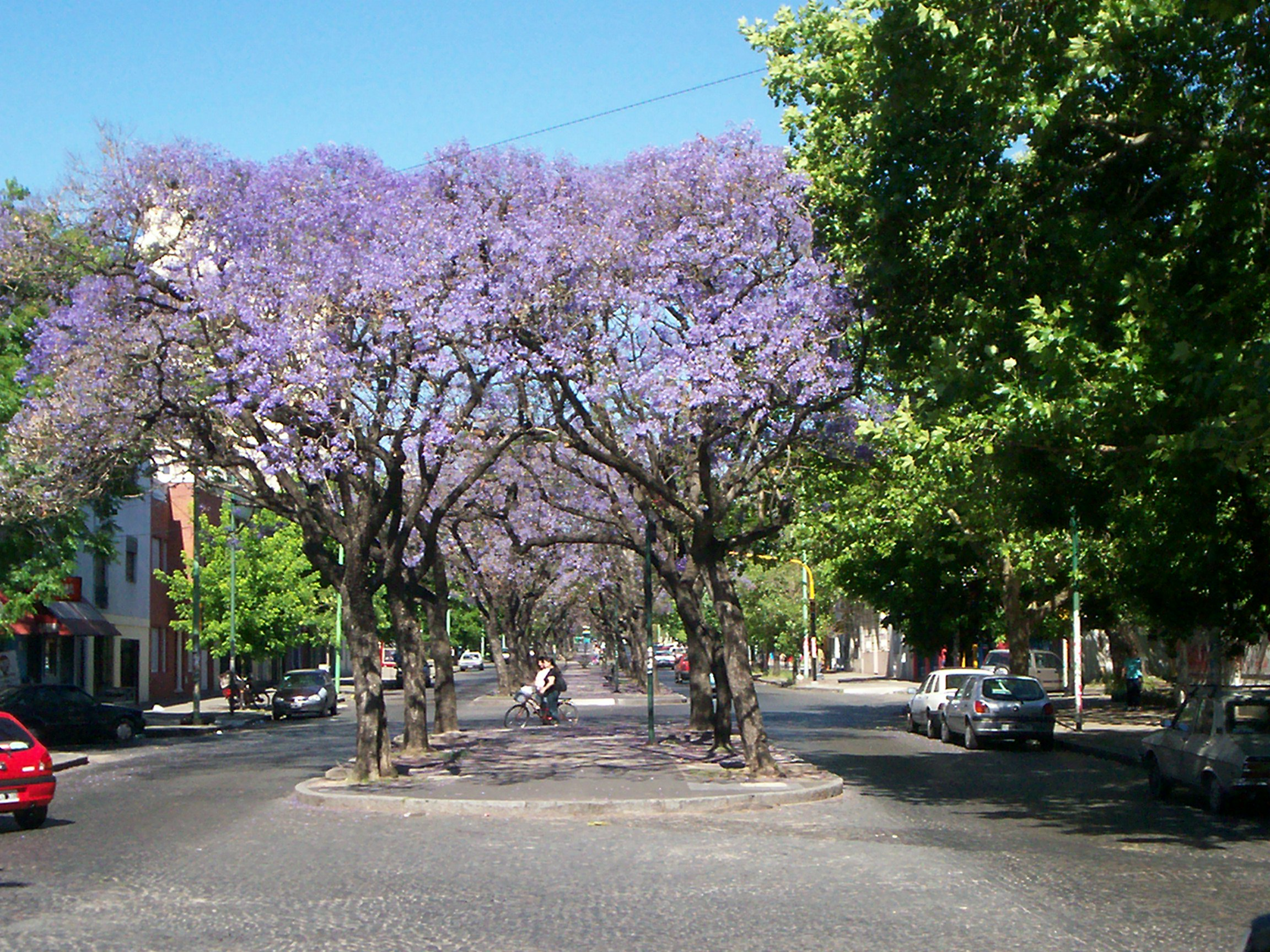
Vue de l'avenue diagonale 73 au printemps.

Le sport le plus populaire dans la ville, comme dans l'ensemble du pays, est le football. Parmi les nombreux clubs qui jouent au football, deux d'entre eux se détachent du peloton : ce sont les clubs de Estudiantes de La Plata et de Gimnasia y Esgrima La Plata. Tous deux ont joué dans la première division de football argentin. De ces deux équipes sont sortis de grands joueurs comme Martín Palermo, Marcos Rojo, Francisco Varallo, Juan Sebastián Verón et son père, Gustavo et Guillermo Barros Schelotto, Leandro Cufré, entre autres.
La ville a également la Liga Amateur Platense de fútbol qui regroupe des dizaines de clubs dans la région, tels que, entre autres : Club Atlético Estrella de Berisso, La Plata Fútbol Club, Asociación Nueva Alianza, Club Everton.
Le basket-ball a une place dans le Torneo Nacional de Ascenso, par l'intermédiaire de Gimnasia y Esgrima La Plata. En outre, par l'Asociación Platense de Basquetbol, la ville a des ligues et des tournois pour tous les niveaux et toutes les catégories (première, deuxième ascension, U20, Junior, Cadet et enfants), auxquels ont participé les clubs : Gimnasia y Esgrima La Plata, Estudiantes de La Plata, Club Atenas, Unión Vecinal, Centro de Fomento Meridiano V, le Club cultural y Deportivo Juventud, entre autres.
La course automobile a aussi son importance dans la ville avec le Turismo Carretera (championnat T.C.). Pour ce sport, un circuit appelé Roberto José Mouras en l'honneur de la mémoire du pilote de Chevrolet mort à Lobos en 1992. D'autres informations relatives au sport automobile dans la ville sont à voir avec le dernier pilote de Formule 1 d'Argentine, qui a été le platense Gaston Mazzacane que, après 21 courses de Formule 1, concourt à présent dans les sports de Champ Car et de Top Race V6.
Le Rugby à XV bénéficie d'une grand popularité à La Plata. Les clubs les plus représentatifs sont La Plata Rugby Club, Los Tilos, San Luis, Universitario et Albatros.
Il y a lieu de mentionner également le traditionnel engouement des Platenses pour les courses de chevaux. La Plata possède un hippodrome, jouxtant le Paseo des Bosque, lequel hippodrome est le troisième d'Argentine au regard de l'offre de compétitions.
Enfin, en volley-ball des Gimnasia y Esgrima et Universitario, tandis que dans le hockey, de Santa Bárbara et Universitario.

## Culture

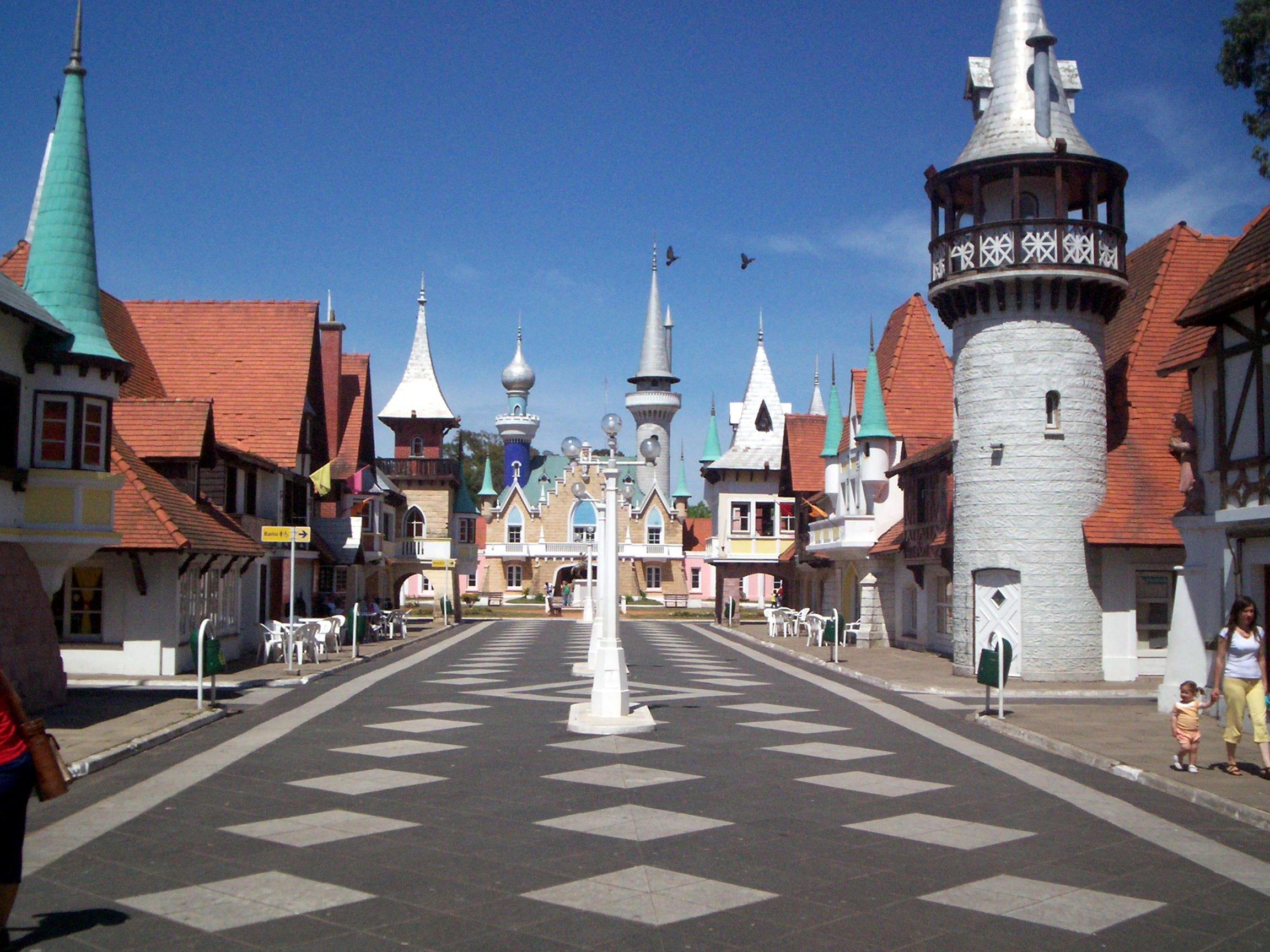
La République des enfants.

La culture a un rôle majeur dans la ville de La Plata. Cela se reflète dans la grande quantité de centres culturels, théâtres, musées, les cinémas et les bibliothèques dans la ville, ainsi que la Universidad Nacional de La Plata et de l'observatoire.
|  | Centres culturels - Passage Dardo Rocha - Centre Culturel Islas Malvinas - Centre Culturel Estación Provincial - Grupo Pasajes - Groupe Passages - Centre Culturel & Comunicación - Centre Culturel El Núcleo - Centre Culturel Los Hornos Théâtres - Théâtre Argentino de La Plata - Théâtre Municipal Coliseo Podestá - Anfiteatro Martín Fierro - Théâtre La Nonna - Théâtre La Hermandad del Princesa - Sala 420 - Taller de Teatro de la UNLP - Complexe El Teatro - Théâtre La Lechuza Musées - Musée d'Histoire naturelle - Musée d'Art contemporain d'Amérique latine |  | - Musée provincial des Beaux-Arts - Musée municipal des Beaux-Arts - Musée d'art Fray Angélico - Collection Dr Emilio Azzarini - Musée historique du Fort de la Crique de Barragán - Musée et Archives Dardo Rocha - Musée Almafuerte - Musée du Teatro Argentino - Musée José Juan Podestá - Musée de la Cathédrale - Musée Indien Yana Kuntur - Musée international de Poupées - Musée de l'Automobile - Collection Rau - Musée du Tango Platense - Musée de la Police Inspecteur Mayor Vesiroglos - Musée historique Contramiral Chalier - École navale de Río Santiago - Musée historique militaire Lieutenant Julio A. Roca |  | Cinemas - Cinema San Martín - Cinema 8 - Cinema City - Cinema Paradiso - Cinema Rocha - Cine Select - Espacio INCAA km. 60 Bibliothèques - Bibliothèque centrale Général José de San Martín - Bibliothèque municipale Francisco López Merino - Bibliothèque de l'université nationale de La Plata - Bibliothèque de l'Assemblée législative |

## Festivals, fêtes et manifestations récurrentes

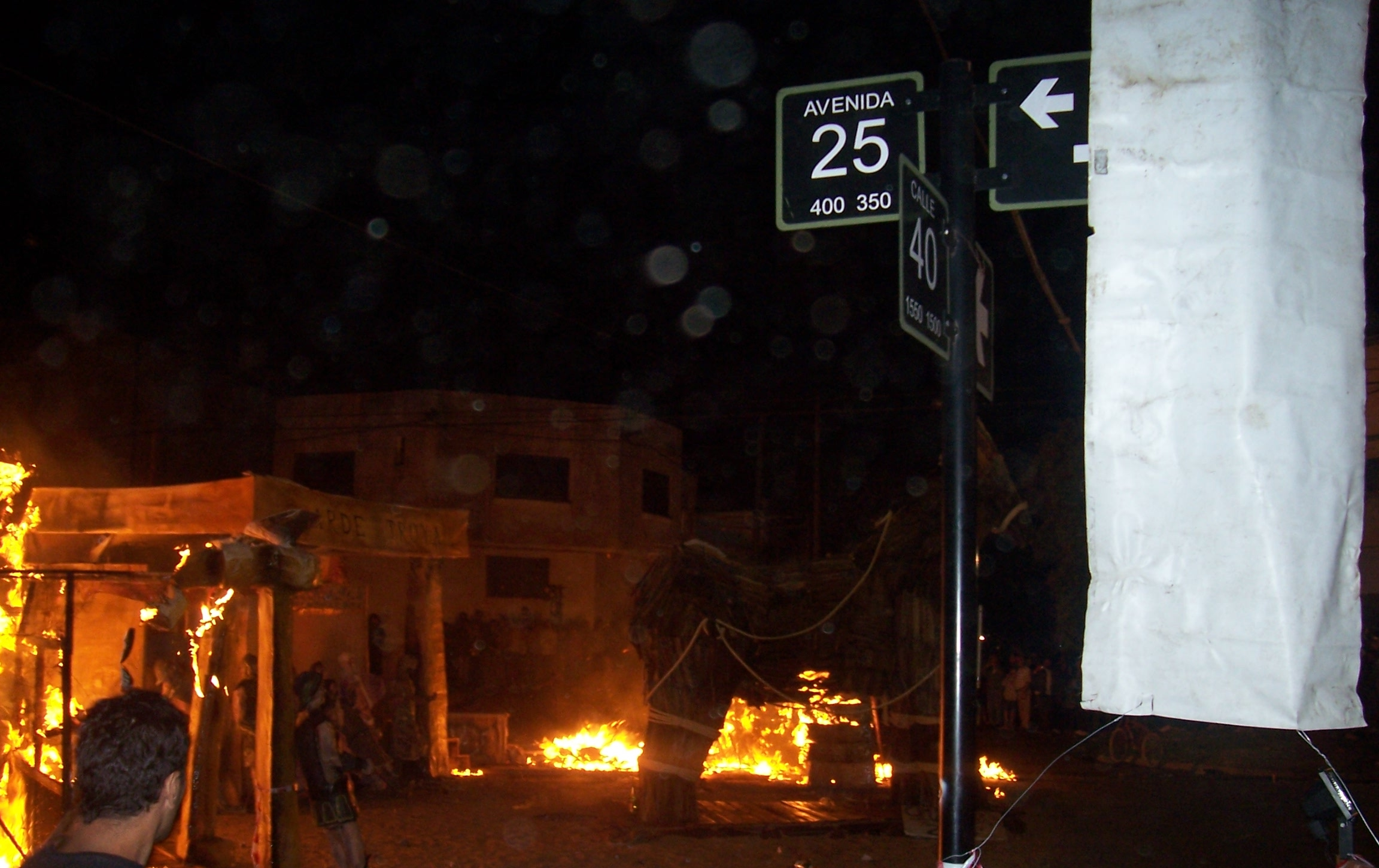
Doll lauréat 2008, "Arde Troya".

La ville de La Plata a la particularité d'être le seul endroit d'Argentine (avec les localités de Berisso et Ensenada voisines) où se déroule, lors de la fête du Nouvel An, la mise à feu de Momos (poupées similaires à celles incinérées à la fête des Fallas de Valence en Espagne). Des centaines de poupées sont brûlées pour fêter la fin de l'année et commencer la nouvelle. Depuis une décennie, un concours est organisé par la municipalité platense et les médias, à l'issue duquel sont décernés des prix pour la meilleure poupée.
Le 19 novembre, l'anniversaire de la ville est célébré sur la Plaza Moreno avec des récitals, des feux d'artifice et des spectacles.
Le 21 septembre se déroule la célébration de la journée du printemps et de l'élève. À cette date, la municipalité organise des concerts aussi bien dans le parc Paseo del Bosque que sur la Plaza Moreno.

## Curiosités
Parmi les curiosités de la ville, il convient de citer le Museo de La Plata (Musée de La Plata), l'édifice du siège du Gouvernement (Gobernación), le parlement de la province (Legislatura Provincial), le nouveau Théâtre argentin (Teatro Argentino) et l'hippodrome. La plupart de ces élégants édifices, qui firent l'objet d'un appel d'offres international, furent construits à la même époque, lors de la fondation de la ville, ce qui confère à celle-ci une unité architecturale remarquable. Ces édifices, que l'on a coutume de désigner par edificios fundacionales (édifices de la fondation), se situent pour la plupart dans le dénommé eje fundacional (axe fondationnel), lequel est constitué des carrés ou blocs situés entre les avenues 51 et 53. Architecturalement se distinguent plus particulièrement la grande cathédrale néogothique, appelée La Colorada (la Rouge, à cause de la couleur de la brique dont elle est en grande partie construite), ainsi que l'ancienne gare centrale des chemins de fer (es).
La ville est une cité très verte. Son plus grand parc, appelé el Bosque (le bois), constitue un magnifique lieu de rencontres et de détente à l'air libre, avec son lac, son amphithéâtre Martín Fierro, son beau jardin zoologique de style victorien, son observatoire astronomique et son Museo de Ciencias Naturales (Muséum des Sciences naturelles) dépendant de l'université nationale de La PLata (UNLP), où sont conservées une série de collections célèbres.
D'autres attractions sont situées aux environs du grand Parque Pereyra Iraola et ce qu'on appelle la República de los Niños (République des Enfants), dont, dit-on,[réf. nécessaire] Walt Disney se serait inspiré pour édifier ultérieurement le premier Disneyland.

## Transports et voies de communication

### Autobus
Le noyau urbain central (le carré originel) est parcouru par 23 lignes d'autobus (appelés colectivos en Argentine) : quatre municipales régulières (Nord, Sud, Est et Ouest), cinq municipales semi-rapides (lignes 506, 508, 518, 520 et 561), dix provinciales de desserte urbaine (lignes 202, 203, 214, 215, 225, 273, 275, 307 et 418), et quatre nationales (lignes 129, 195, 338 et 500). Les lignes provinciales assurent les liaisons avec les partidos limitrophes, savoir : Berisso, Ensenada, Berazategui, Florencio Varela, Brandsen, San Vicente, Monte, Las Flores et Magdalena. Les lignes d'autobus nationales offrent par ailleurs des liaisons avec la ville de Buenos Aires,. Les véhicules des lignes tant urbaines que provinciales sont équipés de systèmes de géolocalisation satellitaire leur permettant d'effectuer le suivi des trajets, de vérifier la conformité aux horaires, de régler les fréquences, d'informer à certains arrêts les usagers du temps d'attente approximatif etc..

### Liaisons ferroviaires
Le Chemin de fer General Roca (en esp. Ferrocarril General Roca), qui à l'heure actuelle est détenu par l'État national argentin, relie La Plata avec bon nombre de villes et localités situées au sud-est du Grand Buenos Aires et avec la ville de Buenos Aires elle-même. Le Ferrocarril Provincial de Buenos Aires, qui assurait les connexions avec Buenos Aires et des localités dans le sud et le sud-est de la province, a été démantelé en 1977.

### Liaisons routières
La Plata est raccordée à Buenos Aires par l'autoroute Ricardo Balbín, ou Ruta Nacional 1, mieux connue sous le nom d’autopista Buenos Aires-La Plata, d'une longueur de 50 km. Les autres liaisons routières avec la capitale fédérale sont l’Avenida Juan Domingo Perón (mieux connue comme Camino Centenario), le Camino General Belgrano, ci-devant route provinciale 1 (Ruta Provincial, RP), et les routes provinciales RP 215, RP 6 et RP 11.

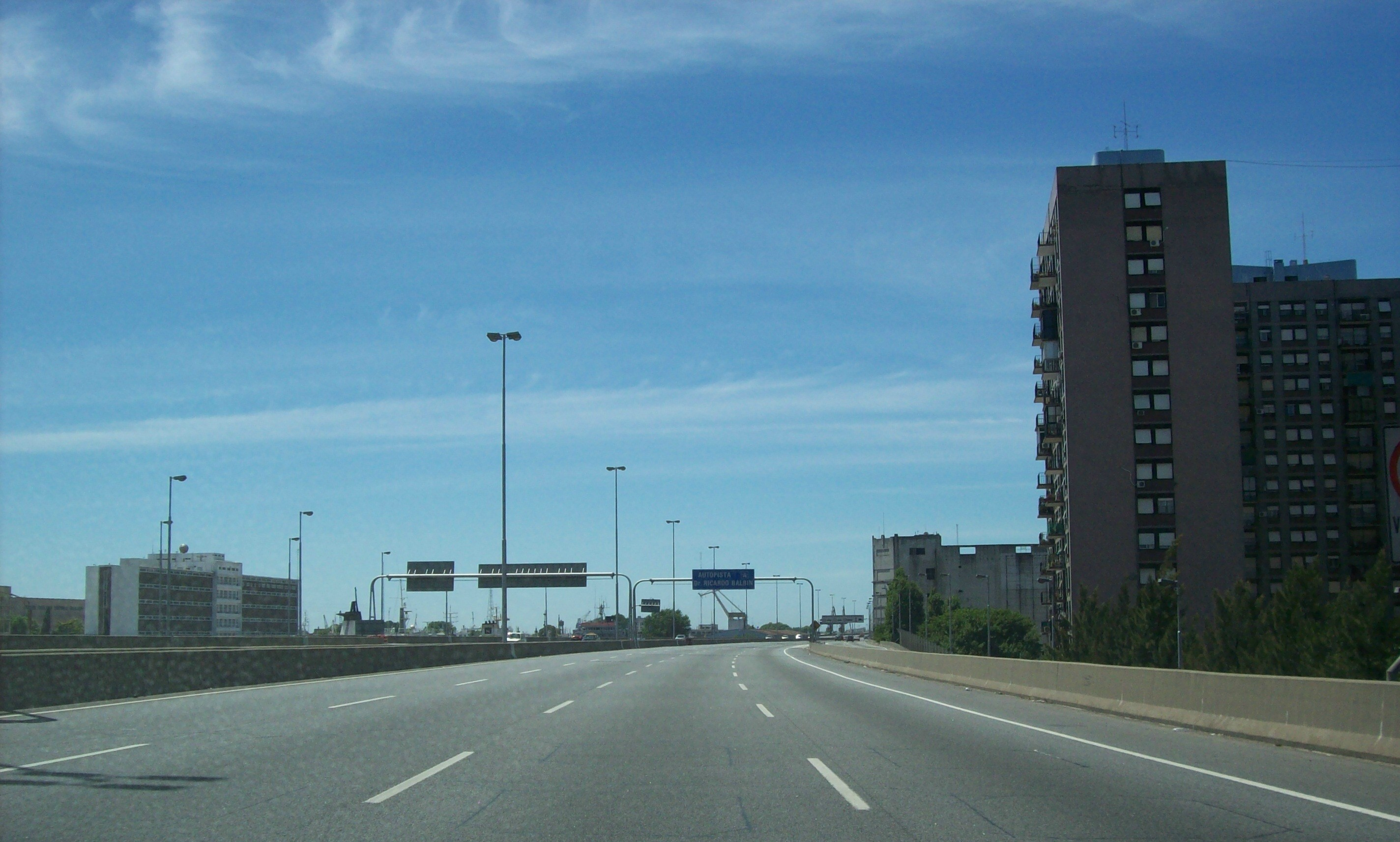
Autoroute La Plata - Buenos Aires (RN 1).

### Voies navigables et port
Le port de La Plata se trouve à quelques km au nord-est de la ville, dans le partido d'Ensenada. Il communique avec le Río de la Plata et avec la ville de La Plata par le Río Santiago, rectifié et canalisé. La construction de ce port représenta un gros investissement à la fin du XIXe siècle et au début du XXe, mais les infrastructures demeurent néanmoins sous-utilisées. Les coordonnées de géolocalisation du port de La Plata sont, dans le système de coordonnées WGS 84 : 34° 52′ 01,26″ de latitude sud et 57° 53′ 59,65″ de longitude ouest (converties en coordonnées Gauss Kruger : 6 141 791,434 40 m nord et 6 417 715,472 60 m est).

### Liaisons aériennes
L'aéroport de La Plata (FAA : LPG ; IATA : LPG ; OACI : SADL) se situe à environ 7 km au sud-est du centre-ville. Son adresse est Avenida 13 (Fuerza Aerea Argentina), angle rue 610, quartier Barrio Aeropuerto, son code postal B1900, et ses coordonnées 34° 58′ 28″ de latitude sud et 57° 53′ 44″ de longitude ouest. Les installations comprennent un terminal de passagers de 60 m2 et deux pistes, l'une de 1 427 m, l'autre de 1 100 m, toutes deux asphaltées. À l'issue d'années d'études et de projets, il fut décidé de commencer en 2012 les travaux de réfection et d'agrandissement de la grande piste, laquelle sera portée de 1427 à 2 637 m de longueur. Par ces aménagements, l'aéroport sera en état d'accueillir des avions long-courrier. Une fois achevés ces travaux, puis remis à niveau les équipements radar et de contrôle aérien, et menée à bien la construction d'une aérogare, de bâtiments de douane et d'édifices annexes, l'aéroport de La Plata pourra jouer le rôle à la fois d'aéroport d'appoint pour l'aéroport international Ezeiza et pour l’Aeroparque Jorge Newbery de Buenos Aires, et d'opérateur de rechange capable d'offrir un service de taxis aériens (que l'aéroport de San Fernando a cessé d'assurer).

## Religion
La ville est le siège d'un important archevêché.

## Jumelages
La Plata a établi des accords de jumelage avec les villes suivantes :
|  | - Porto Alegre (Brésil) depuis 1982 - São Paulo (Brésil) depuis 1988 - Bologne (Italie) depuis le 23 novembre 1988 - Beer-Sheva (Israël) depuis le 18 avril 1989 - Saragosse (Espagne) depuis le 12 octobre 1990 - Asunción (Paraguay) depuis le 20 février 1993 - Concepción (Chili) depuis 1993 - Louisville (États-Unis) depuis 1994 - Maldonado (ville) (Uruguay) depuis 1994 - Montevideo (Uruguay) depuis 1994 - Santa Cruz de la Sierra (Bolivie) depuis 1994 | - Sucre (Bolivie) depuis 1994 - Anghiari (Italie) depuis le 18 novembre 1994 - Boulogne-sur-Mer (France) depuis le 6 juillet 2000 - Liverpool (Angleterre) depuis 2005 - Coro (Venezuela) depuis 2007 - Jiujiang (Chine) depuis 2008 - Toluca de Lerdo (Mexique) depuis 2010 - Bivongi (Italie) depuis le 20 mars 2012 - Mar del Plata (Argentine) depuis 2012 - Barquisimeto (Venezuela) depuis 2012 |

## Homonymie
Le nom La Plata désignait également la ville de Sucre, la capitale bolivienne, jusqu'en 1839.

## Personnalités liées à la commune
- Emilio Pettoruti (1892-1971), peintre.
- Eugenio Pucciarelli (1907-1995), écrivain et philosophe.
- Ernesto Sábato (1911-2011), écrivain.
- John William Cooke (1919-1968), avocat et homme politique.
- Aurora Venturini (1921-2015), écrivaine et enseignante.
- René Favaloro (1923-2000),  chirurgien cardio-vasculaire.
- Estela de Carlotto (née en 1930), militante des droits de l'homme.
- Cristina Fernández de Kirchner (1953), personnalité politique.
- Carlos Castagneto (1960), personnalité politique.
- Paula Almerares (1970), cantatrice.
- Federico Martín Aramburú (1980-2022), joueur de rugby argentin.
- Néstor García Canclini (1983), anthropologue.
- Nicolás Isasi (1987), réalisateur de cinéma et d'opéra.
- Santiago Sosa (1999), footballeur.
- Luciano Bibiloni, chef de chœur et compositeur.
- Claudia Castrosín Verdú, militante LGBT argentine.